# Liste der Stolpersteine in Hamburg-Neustadt
Die Liste der Stolpersteine in Hamburg-Neustadt enthält alle Stolpersteine, die im Rahmen des gleichnamigen Kunst-Projekts von Gunter Demnig in Hamburg-Neustadt verlegt wurden. Mit ihnen soll Opfern des Nationalsozialismus gedacht werden, die in Hamburg-Neustadt lebten und wirkten.
Diese Seite ist Teil der Liste der Stolpersteine in Hamburg, da diese mit insgesamt 7202 (Stand: Juni 2025) Steinen zu groß würde und deshalb je Stadtteil, in dem Steine verlegt wurden, eine eigene Seite angelegt wurde.
| Adresse                                          | Person(en)                            | Inschrift | Bilder                                                                  | Anmerkung |
| ------------------------------------------------ | ------------------------------------- | --- | ----------------------------------------------------------------------- | --- |
| ABC-Straße 2 ·                                   | Anna Reichenbach                      | Hier wohnte Anna Reichenbach Jg. 1868 eingewiesen 1935 Heilanstalt Langenhorn ‚verlegt‘ 23.9.1940 Brandenburg ermordet 23.9.1940 ‚Aktion T4‘                                                  |                                                                         | Eintrag auf stolpersteine-hamburg.de |
| ABC-Straße 12 ·                                  | Mirjam Bloch geb. Zwy Ballin          | Hier wohnte Mirjam Bloch geb. Zwy Ballin Jg. 1861 deportiert 1943 Theresienstadt ermordet 20.3.1943                                                                                           |                                                                         | Eintrag auf stolpersteine-hamburg.de |
| ABC-Straße 19 ·                                  | Lena Salomon geb. Hoffmann            | Hier wohnte Lena Salomon geb. Hoffmann Jg. 1914 deportiert 1941 Riga ermordet |                                                                         | Eintrag auf stolpersteine-hamburg.de |
| ABC-Straße 19 ·                                  | Siegfried Salomon                     | Hier wohnte Siegfried Salomon Jg. 1909 deportiert 1941 Riga ermordet |                                                                         | Eintrag auf stolpersteine-hamburg.de |
| ABC-Straße 38 ·                                  | August Hünfeld                        | Hier wohnte August Hünfeldt Jg. 1868 ermordet 16.11.1942 in Heilanstalt Langenhorn |                                                                         | Eintrag auf stolpersteine-hamburg.de auf dem Stein „Hünfeldt“, auf stolpersteine-hamburg.de „Hünfeld“                                                            |
| ABC-Straße 51 ·                                  | Wilhelm Vogt                          | Hier wohnte Wilhelm Vogt Jg. 1884 verhaftet 1942 kastriert tot an Folgen 30.11.1943 |                                                                         | Eintrag auf stolpersteine-hamburg.de |
| Admiralitätstraße 16 ·                           | Harry Furmanski                       | Hier wohnte Harry Furmanski Jg. 1901 verhaftet 1935 deportiert 1942 ermordet in Minsk |                                                                         | Eintrag auf stolpersteine-hamburg.de |
| Admiralitätstraße 16 ·                           | Paul Kannberg                         | Hier wohnte Paul Kannberg Jg. 1881 verhaftet KZ Neuengamme ermordet 6.1.1943 |                                                                         | Eintrag auf stolpersteine-hamburg.de |
| Alter Steinweg Ecke Düsternstraße ·              | Walter Opitz                          | Hier wohnte Walter Opitz Jg. 1910 verhaftet 1935/38 KZ Fuhlsbüttel KZ Neuengamme tot 3.5.1945                                                                                                 |                                                                         | Eintrag auf stolpersteine-hamburg.de |
| Alter Steinweg 1 ·                               | Kurt Moses                            | Hier arbeitete Kurt Moses Jg. 1895 ‚Schutzhaft‘ 1938 KZ Sachsenhausen tot an den Folgen 30. Mai 1940                                                                                          |                                                                         | Eintrag auf stolpersteine-hamburg.de |
| Alter Steinweg 1 ·                               | Lucie Moses geb. Curjel               | Hier arbeitete Lucie Moses geb. Curjel Jg. 1894 deportiert 1941 Łodz/Litzmannstadt ermordet 29.10.1943                                                                                        |                                                                         | Eintrag auf stolpersteine-hamburg.de Ein weiterer Stolperstein befindet sich in Hamburg-Eppendorf.                                                               |
| Alter Steinweg 3 ·                               | Gustav Adolph Schönherr               | Hier wohnte Gustav Adolph Schönherr Jg. 1889 verhaftet 1933 von Gestapo gefoltert aus dem Fenster geworden tot 18.4.1933                                                                      |                                                                         | Eintrag auf stolpersteine-hamburg.de |
| Alter Steinweg 4 ·                               | Erich Drabsch                         | Hier wohnte Erich Drabsch Jg. 1902 verhaftet 1935 und 39 Buchenwald ermordet 14.3.1945 |                                                                         | Eintrag auf stolpersteine-hamburg.de |
| Alter Steinweg 5 ·                               | Marianne Gutmann                      | Hier wohnte Marianne Gutmann Jg. 1865 eingewiesen 1939 Heilanstalt Langenhorn ‚verlegt‘ 23.9.1940 Brandenburg ermordet 23.9.1940 ‚Aktion T4‘                                                  |                                                                         | Eintrag auf stolpersteine-hamburg.de |
| Alter Steinweg 13 ·                              | Leopold Freundlich                    | Hier wohnte Leopold Freundlich Jg. 1886 deportiert 1941 Łodz ermordet 13.1.1942 |                                                                         | Eintrag auf stolpersteine-hamburg.de |
| Alter Steinweg 13 ·                              | Adolf Richard Neumann                 | Hier wohnte Adolf Richard Neumann Jg. 1924 Gefängnis Harburg 1940 deportiert Auschwitz ermordet 2.11.1942                                                                                     |                                                                         | Eintrag auf stolpersteine-hamburg.de |
| Alter Steinweg 13 ·                              | Alfred Neumann                        | Hier wohnte Alfred Neumann Jg. 1912 deportiert Auschwitz ermordet 30.1.1943 |                                                                         | Eintrag auf stolpersteine-hamburg.de |
| Alter Steinweg 13 ·                              | Hildegard Neumann                     | Hier wohnte Hildegard Neumann Jg. 1921 KZ Fuhlsbüttel 1941 deportiert 1942 Auschwitz ermordet 1.1.1943                                                                                        |                                                                         | Eintrag auf stolpersteine-hamburg.de |
| Alter Steinweg 13 ·                              | Johanna Neumann                       | Hier wohnte Johanna Neumann Jg. 1905 KZ Fuhlsbüttel 1941 deportiert 1941 KZ Ravensbrück ermordet 23.3.1942                                                                                    |                                                                         | Eintrag auf stolpersteine-hamburg.de |
| Alter Steinweg 13 ·                              | Leo Neumann                           | Hier wohnte Leo Neumann Jg. 1920 Zuchthaus Hamburg 1941 deportiert Auschwitz ermordet 14.2.1943                                                                                               |                                                                         | Eintrag auf stolpersteine-hamburg.de |
| Alter Steinweg 13 ·                              | Moritz Neumann                        | Hier wohnte Moritz Neumann Jg. 1882 verhaftet 1941 Zuchthaus Fuhlsbüttel deportiert 1942 Auschwitz ermordet 1943                                                                              |                                                                         | Eintrag auf stolpersteine-hamburg.de |
| Alter Steinweg 13 ·                              | Sally Neumann                         | Hier wohnte Sally Neumann Jg. 1940 deportiert 1941 ermordet in Riga |                                                                         | Eintrag auf stolpersteine-hamburg.de |
| Alter Steinweg 13 ·                              | Sophie Neumann geb. London            | Hier wohnte Sophie Neumann geb. London Jg. 1886 deportiert 1941 ermordet in Riga |                                                                         | Eintrag auf stolpersteine-hamburg.de |
| Amelungstraße 3 ·                                | Hans Marcus                           | Hier wohnte Hans Marcus Jg. 1898 deportiert 1941 Łodz/Litzmannstadt ermordet 18.5.1942 |                                                                         | Eintrag auf stolpersteine-hamburg.de |
| Amelungstraße 4 ·                                | Harriet Elias geb. Samuel             | Hier wohnte Harriet Elias geb. Samuel Jg. 1885 deportiert 1942 Theresienstadt 1943 Auschwitz ermordet                                                                                         |                                                                         | Eintrag auf stolpersteine-hamburg.de Ecke Hohe Bleichen |
| Amelungstraße 5 ·                                | Manfred Bala                          | Hier wohnte Manfred Bala Jg. 1939 eingewiesen 1943 ‚Heilanstalt‘ Kalmenhof ermordet 11.11.1943                                                                                                |                                                                         | Eintrag auf stolpersteine-hamburg.de |
| Amelungstraße 5 ·                                | Fritz Junkermann                      | Hier wohnte Fritz Junkermann Jg. 1883 verhaftet 1940 1941 Sachsenhausen kastriert 1942 eingewiesen ‚Heilanstalt‘ Bernburg ermordet 5.10.1942                                                  |                                                                         | Eintrag auf stolpersteine-hamburg.de |
| Amelungstraße 5 ·                                | Joseph Kukatzky                       | Hier wohnte Joseph Kukatzky Jg. 1907 verhaftet 1938 KZ Fuhlsbüttel 1939 Emslandlager 1941 Gefängnis Wolfenbüttel tot an Haftfolgen 25.2.1943                                                  |                                                                         | Eintrag auf stolpersteine-hamburg.de |
| Amelungstraße 6 ·                                | Betty Norden geb. Jaffé               | Hier wohnte Betty Norden geb. Jaffé Jg. 1877 deportiert 1942 Theresienstadt 1944 Auschwitz ermordet                                                                                           |                                                                         | Eintrag auf stolpersteine-hamburg.de |
| Amelungstraße 6 ·                                | Carl Norden                           | Hier wohnte Carl Norden Jg. 1875 deportiert 1942 Theresienstadt ermordet 1.3.1944 |                                                                         | Eintrag auf stolpersteine-hamburg.de |
| Amelungstraße 6 ·                                | Josef Norden                          | Hier wohnte Josef Norden Jg. 1913 verhaftet 1938 KZ Fuhlsbüttel deportiert 1942 Theresienstadt 1944 Auschwitz ermordet 21.12.1944 Dachau                                                      |                                                                         | Eintrag auf stolpersteine-hamburg.de |
| Amelungstraße 6 ·                                | Manfred Moses Norden                  | Hier wohnte Manfred M. Norden Jg. 1907 verhaftet 1938 KZ Fuhlsbüttel deportiert 1942 Theresienstadt 1944 Auschwitz ermordet 30.12.1944 Dachau                                                 |                                                                         | Eintrag auf stolpersteine-hamburg.de |
| Axel-Springer-Platz Ecke Amelungstraße ·         | Milius Hochfeld                       | Hier wohnte Milius Hochfeld Jg. 1877 verhaftet 1944 Neuengamme tot an Haftfolgen 26.5.1945 Rotenburg                                                                                          |                                                                         | Eintrag auf stolpersteine-hamburg.de |
| Axel-Springer-Platz Ecke Große Bleichen ·        | Markus Pippersberg                    | Hier wohnte Markus Pippersberg Jg. 1901 verhaftet 9.9.1939 KZ Fuhlsbüttel 1940 Sachsenhausen ermordet 1.6.1940                                                                                |                                                                         | Eintrag auf stolpersteine-hamburg.de |
| Axel-Springer-Platz 2 ·                          | Fritz Goldmann                        | Hier wohnte Fritz Goldmann Jg. 1906 verhaftet 1944 ermordet im KZ Buchenwald |                                                                         | Eintrag auf stolpersteine-hamburg.de |
| Axel-Springer-Platz 2 ·                          | Gustav Goldmann                       | Hier wohnte Gustav Goldmann Jg. 1904 verhaftet 1944 ermordet im KZ Buchenwald |                                                                         | Eintrag auf stolpersteine-hamburg.de |
| Bäckerbreitergang ·                              | Elsa Pollack                          | Hier wohnte Elsa Pollack Jg. 1885 deportiert 1941 Riga ermordet |                                                                         | Eintrag auf stolpersteine-hamburg.de |
| Bäckerbreitergang (ggü. Nr. 12) ·                | Anna Bollhagen                        | Hier wohnte Anna Bollhagen Jg. 1892 eingewiesen 1943 Landesheilanstalt Meseritz-Obrawalde ermordet 26.7.1943                                                                                  |                                                                         | Eintrag auf stolpersteine-hamburg.de |
| Baumwall 7 ·                                     | Conrad Pruner                         | Hier wohnte Conrad Pruner Jg. 1892 verhaftet 1939/40 KZ Fuhlsbüttel Dachau ermordet 1.3.1941                                                                                                  |                                                                         | Eintrag auf stolpersteine-hamburg.de |
| Bleichenbrücke 11 ·                              | Julius Asch                           | Hier wohnte Julius Asch Jg. 1875 gedemütigt/entrechtet Flucht in den Tod 2.1.1939 |                                                                         | Eintrag auf stolpersteine-hamburg.de Weitere Stolpersteine befinden sich in Hamburg-Blankenese und Hamburg-Altstadt                                              |
| Böhmkenstraße 6 ·                                | Alfred Flanse                         | Hier wohnte Alfred Flanse Jg. 1892 verhaftet 1936 und 1938 KZ Fuhlsbüttel KZ Neuengamme deportiert KZ Lublin ermordet 14.2.1944                                                               |                                                                         | Eintrag auf stolpersteine-hamburg.de |
| Brauerknechtgraben 53 ·                          | Sara Thoma geb. Simon                 | Hier wohnte Sara Thoma geb. Simon Jg. 1893 deportiert 1941 Riga-Jungfernhof ermordet |                                                                         | Eintrag auf stolpersteine-hamburg.de |
| Brüderstraße 2 ·                                 | Hildegard Bloch geb. Damitt           | Hier wohnte Hildegard Bloch geb. Damitt Jg. 1912 deportiert Ravensbrück 25.4.1942 |                                                                         | Eintrag auf stolpersteine-hamburg.de |
| Brüderstraße 2 ·                                 | Wilhelm Quabeck                       | Hier wohnte Wilhelm Quabeck Jg. 1897 verhaftet 1938 KZ Fuhlsbüttel Sachsenhausen ermordet 19.6.1941                                                                                           |                                                                         | Eintrag auf stolpersteine-hamburg.de |
| Brüderstraße 3 ·                                 | Bertha Cahn                           | Hier wohnte Bertha Cahn Jg. 1929 deportiert 1942 Auschwitz ermordet |                                                                         | Eintrag auf stolpersteine-hamburg.de |
| Brüderstraße 3 ·                                 | Jeanette Cahn geb. Gütkin             | Hier wohnte Jeanette Cahn geb. Gütkin Jg. 1899 deportiert 1942 Auschwitz ermordet |                                                                         | Eintrag auf stolpersteine-hamburg.de |
| Brüderstraße 3 ·                                 | Meno Heino Cahn                       | Hier wohnte Meno Heino Cahn Jg. 1932 deportiert 1942 Auschwitz ermordet |                                                                         | Eintrag auf stolpersteine-hamburg.de |
| Brüderstraße 3 ·                                 | Selig Cahn                            | Hier wohnte Selig Cahn Jg. 1892 deportiert 1942 Auschwitz ermordet |                                                                         | Eintrag auf stolpersteine-hamburg.de |
| Brüderstraße 3 ·                                 | Kurt Dombeck                          | Hier wohnte Kurt Dombeck Jg. 1890 verhaftet KZ Neuengamme ermordet 28.4.1943 |                                                                         | Eintrag auf stolpersteine-hamburg.de |
| Brüderstraße 8 ·                                 | Franz Friedrich                       | Hier wohnte Franz Friedrich Jg. 1894 verhaftet 27.9.1935 Emslager Börgermoor KZ Fuhlsbüttel Sachsenhausen ermordet 18.1.1940                                                                  |                                                                         | Eintrag auf stolpersteine-hamburg.de |
| Brüderstraße Ecke Großer Trampgang ·             | Johanna Rosenbaum                     | Hier wohnte Johanna Rosenbaum Jg. 1893 deportiert Riga ermordet |                                                                         | Eintrag auf stolpersteine-hamburg.de |
| Büschstraße 7 ·                                  | Leon Beckmann                         | Hier wohnte Leon Beckmann Jg. 1873 eingewiesen 1911 Heilanstalt Langenhorn ‚verlegt‘ 23.9.1940 Brandenburg ermordet 23.9.1940 ‚Aktion T4‘                                                     |                                                                         | Eintrag auf stolpersteine-hamburg.de |
| Caffamacherreihe ·                               | Frieda Hamlet geb. Hochfeld           | Hier wohnte Frieda Hamlet geb. Hochfeld Jg. 1868 deportiert 1942 Theresienstadt 1942 Treblinka ermordet                                                                                       |                                                                         | Eintrag auf stolpersteine-hamburg.de vor Emporio-Hochhaus |
| Caffamacherreihe 1 ·                             | Wolf Sperling                         | Hier wohnte Wolf Sperling Jg. 1881 Gedemütigt / Entrechtet Flucht in den Tod 20.4.1940 |                                                                         | Eintrag auf stolpersteine-hamburg.de |
| Caffamacherreihe 4 ·                             | Margot Ascher                         | Hier wohnte Margot Ascher Jg. 1912 deportiert 1942 Auschwitz ermordet |                                                                         | Eintrag auf stolpersteine-hamburg.de |
| Caffamacherreihe 4 ·                             | Max Ascher                            | Hier wohnte Max Ascher Jg. 1873 deportiert 1942 Theresienstadt 1942 Treblinka ermordet |                                                                         | Eintrag auf stolpersteine-hamburg.de |
| Caffamacherreihe 4 ·                             | Albert Bloch                          | Hier wohnte Albert Bloch Jg. 1870 deportiert 1942 Theresienstadt 1942 Treblinka ermordet |                                                                         | Eintrag auf stolpersteine-hamburg.de |
| Colonnaden 21–23 ·                               | Felix Ursztajn                        | Hier wohnte Felix Ursztajn Jg. 1890 ‚Polenaktion‘ 1938 Bentschen/Zbaszyn ermordet im besetzten Polen                                                                                          |                                                                         | Eintrag auf stolpersteine-hamburg.de |
| Colonnaden 21–23 ·                               | Hedwig Ursztajn geb. Beckhard         | Hier wohnte Hedwig Ursztajn geb. Beckhard Jg. 1901 ‚Polenaktion‘ 1938 Bentschen/Zbaszyn ermordet im besetzten Polen                                                                           |                                                                         | Eintrag auf stolpersteine-hamburg.de |
| Colonnaden 21–23 ·                               | Jankiel Ursztajn                      | Hier wohnte Jankiel Ursztajn Jg. 1898 deportiert 1943 Theresienstadt 1944 Auschwitz ermordet                                                                                                  |                                                                         | Eintrag auf stolpersteine-hamburg.de |
| Colonnaden 21–23 ·                               | Margot Ursztajn geb. Fridberg         | Hier wohnte Margot Ursztajn geb. Fridberg Jg. 1908 deportiert 1943 Theresienstadt 1944 Auschwitz ermordet                                                                                     |                                                                         | Eintrag auf stolpersteine-hamburg.de |
| Colonnaden 21–23 ·                               | Marion Ursztajn                       | Hier wohnte Marion Ursztajn Jg. 1932 deportiert 1943 Theresienstadt 1944 Auschwitz ermordet                                                                                                   |                                                                         | Eintrag auf stolpersteine-hamburg.de |
| Colonnaden 40 ·                                  | Edgar Francke                         | Hier wohnte Edgar Francke Jg. 1900 deportiert 1941 Minsk ermordet |                                                                         | Eintrag auf stolpersteine-hamburg.de |
| Colonnaden 40 ·                                  | Flora Francke                         | Hier wohnte Flora Francke Jg. 1862 deportiert 1941 Minsk ermordet |                                                                         | Eintrag auf stolpersteine-hamburg.de |
| Colonnaden 41 ·                                  | Hanna Sander geb. Isenberg            | Hier wohnte Hanna Sander geb. Isenberg Jg. 1886 deportiert 1942 Theresienstadt 1942 Treblinka ermordet                                                                                        |                                                                         | Eintrag auf stolpersteine-hamburg.de |
| Colonnaden 41 ·                                  | John Sander                           | Hier wohnte John Sander Jg. 1874 deportiert 1942 Theresienstadt 1942 Treblinka ermordet |                                                                         | Eintrag auf stolpersteine-hamburg.de |
| Colonnaden 44 ·                                  | Henry Heinz Hoffmann                  | Hier wohnte Henry Heinz Hoffmann Jg. 1909 ‚Polenaktion‘ 1938 Bentschen/Zbaszyn ermordet im besetzten Polen                                                                                    |                                                                         | Eintrag auf stolpersteine-hamburg.de |
| Colonnaden 47 ·                                  | Adolf Jacobsohn                       | Hier wohnte Adolf Jacobsohn Jg. 1869 deportiert Theresienstadt ermordet 3.3.1943 |                                                                         | Eintrag auf stolpersteine-hamburg.de |
| Colonnaden 47 ·                                  | Egon Jacobsohn                        | Hier wohnte Egon Jacobsohn Jg. 1907 deportiert 1941 ermordet in Minsk |                                                                         | Eintrag auf stolpersteine-hamburg.de |
| Colonnaden 47 ·                                  | Günther Ehrich                        | Hier wohnte Günther Ehrich Jg. 1915 entrechtet/gedemütigt Flucht in den Tod 19.8.1938 |                                                                         | Eintrag auf stolpersteine-hamburg.de |
| Colonnaden 54 ·                                  | Anna Krebs                            | Hier wohnte Anna Krebs Jg. 1874 eingewiesen 1904 Heilanstalt Langenhorn ‚verlegt‘ 9.4.1943 Heilanstalt Meseritz-Obrawalde ermordet 1.9.1943                                                   |                                                                         | Eintrag auf stolpersteine-hamburg.de |
| Colonnaden 96 ·                                  | Sussmann Siegmund Meyer               | Hier wohnte Sussmann Siegmund Meyer Jg. 1865 verhaftet 2.1.1940 U-Haft Holstenglacis tot 1.11.1940                                                                                            |                                                                         | Eintrag auf stolpersteine-hamburg.de |
| Dammtorstraße 14 ·                               | Max Fraenkel                          | Hier praktizierte Dr. Max Fraenkel Jg. 1882 Berufsverbot Selbstmord 21.3.1938 |                                                                         | Eintrag auf stolpersteine-hamburg.de Weitere Stolpersteine befinden sich Dammtorstraße 28 und in Hamburg-Volksdorf                                               |
| Dammtorstraße 20 ·                               | Hans Westermann                       | Hier wohnte Hans Westermann Jg. 1890 mehrmals verhaftet 1935 KZ Fuhlsbüttel erschlagen 16.3.1935                                                                                              |                                                                         | Eintrag auf stolpersteine-hamburg.de Ein weiterer Stolperstein befindet sich in Hamburg-Altstadt.                                                                |
| Dammtorstraße 25 ·                               | Samuel Pekrul                         | Hier starb Samuel Pekrul Jg. 1895 verhaftet 5.11.1943 Rundfunkverbrechen Fenstersturz beim Gestapoverhör tot 5.11.1943                                                                        |                                                                         | Eintrag auf stolpersteine-hamburg.de |
| Dammtorstraße 28 ·                               | –                                     | Hier wirkten bis zu ihrer Flucht Verhaftung Deportation Ermordung |                                                                         | Die Inschrift dieses Stolpersteines bezieht sich auf die folgenden Stolpersteine, die an dieser Adresse vor der Hamburgischen Staatsoper verlegt wurden.         |
| Dammtorstraße 28 ·                               | Gustav Brecher                        | Dirigent/Komponist Gustav Brecher Jg. 1878 Flucht 1938 Belgien Flucht in den Tod Mai 1940 Ostende                                                                                             |                                                                         | Eintrag auf stolpersteine-hamburg.de Weiterer Stolpersteine für ihn befinden sich in Markkleeberg und Leipzig.                                                   |
| Dammtorstraße 28 ·                               | Max Fraenkel                          | Theaterarzt Dr. Max Fraenkel Jg. 1882 entrechtet/gedemütigt Flucht in den Tod 21.3.1938 |                                                                         | Eintrag auf stolpersteine-hamburg.de Weitere Stolpersteine befinden sich Dammtorstraße 14 und in Hamburg-Volksdorf                                               |
| Dammtorstraße 28 ·                               | Hermann Frehse                        | Kapellmeister Hermann Frehse Jg. 1896 entrechtet/gedemütigt verhaftet 1933 Polizeigefängnis Hütten tot                                                                                        |                                                                         | Eintrag auf stolpersteine-hamburg.de Ein weiterer Stolperstein befindet sich in Hamburg-St. Pauli.                                                               |
| Dammtorstraße 28 ·                               | Camilla Fuchs                         | Sopranistin Camilla Fuchs Jg. 1886 entrechtet/gedemütigt Flucht in den Tod 24.10.1941 |                                                                         | Eintrag auf stolpersteine-hamburg.de Ein weiterer Stolperstein befindet sich Großneumarkt 56.                                                                    |
| Dammtorstraße 28 ·                               | Mauritz Kapper                        | Chorsänger Mauritz Kapper Flucht 1934 Holland ??? |                                                                         | Eintrag auf stolpersteine-hamburg.de |
| Dammtorstraße 28 ·                               | Jacob Kaufmann                        | Werkstättenleiter Jacob Kaufmann Jg. 1870 deportiert 1942 Theresienstadt ermordet 8.2.1943 |                                                                         | Eintrag auf stolpersteine-hamburg.de Ein weiterer Stolperstein befindet sich in Hamburg-Barmbek-Nord.                                                            |
| Dammtorstraße 28 ·                               | Ottilie Lattermann geb. Metzger       | Altistin Ottilie Lattermann geb. Metzger Jg. 1878 Flucht 1939 Belgien deportiert 1942 ermordet in Auschwitz                                                                                   |                                                                         | Eintrag auf stolpersteine-hamburg.de |
| Dammtorstraße 28 ·                               | Kurt ‚Abraham‘ Salnik                 | Chorsänger Kurt ‚Abraham‘ Salnik Jg. 1894 Flucht 1939 Riga ??? |                                                                         | Eintrag auf stolpersteine-hamburg.de |
| Dammtorstraße 28 ·                               | Joseph Schmidt                        | Tenor Joseph Schmidt Jg. 1904 Flucht 1940 Belgien Lager Girenbad tot 16.11.1942 |                                                                         | Eintrag auf stolpersteine-hamburg.de |
| Dammtorstraße 28 ·                               | Magda Spiegel                         | Altistin Magda Spiegel Jg. 1887 deportiert 1942 Theresienstadt Auschwitz 1944 ermordet |                                                                         | Eintrag auf stolpersteine-hamburg.de Ein weiterer Stolperstein befinden sich in Frankfurt-Nordend.                                                               |
| Dammtorstraße 28 ·                               | Viktor Ullmann                        | Dirigent/Komponist Victor Ullmann Jg. 1898 deportiert 1942 Theresienstadt 1944 Auschwitz ermordet                                                                                             |                                                                         | Eintrag auf stolpersteine-hamburg.de |
| Dammtorstraße 28 ·                               | Bruno Wolf                            | Orchester Bruno Wolf Jg. 1872 entrechtet/gedemütigt Schlaganfall tot 7.10.1937 |                                                                         | Eintrag auf stolpersteine-hamburg.de |
| Dammtorstraße 33 ·                               | Bertha Bachrach geb. Goldberg         | Hier wohnte Bertha Bachrach geb. Goldberg Jg. 1882 deportiert 1941 Minsk ermordet |                                                                         | Eintrag auf stolpersteine-hamburg.de Ein weiterer Stolperstein befindet sich in Hamburg-Harvestehude.                                                            |
| Dammtorstraße 33 ·                               | Jacob Goldberg                        | Hier wohnte Jacob Goldberg Jg. 1917 Flucht 1938 Dänemark Belgien interniert Drancy deportiert 1943 Majdanek ermordet                                                                          |                                                                         | Eintrag auf stolpersteine-hamburg.de |
| Dammtorstraße 33 ·                               | Jeanette Goldberg                     | Hier wohnte Jeanette Goldberg Jg. 1920 deportiert 1941 Minsk ermordet |                                                                         | Eintrag auf stolpersteine-hamburg.de |
| Dammtorstraße 33 ·                               | Julius Goldberg                       | Hier wohnte Julius Goldberg Jg. 1921 deportiert 1941 Minsk ermordet |                                                                         | Eintrag auf stolpersteine-hamburg.de |
| Dammtorstraße 33 ·                               | Celine Wenkel geb. Joseph             | Hier wohnte Celine Wenkel geb. Joseph Jg. 1879 deportiert 1941 ermordet in Riga |                                                                         | Eintrag auf stolpersteine-hamburg.de |
| Dammtorstraße 35 ·                               | Jonny Hermann Steffens                | Hier wohnte Jonny Hermann Steffens Jg. 1891 Flucht in den Tod 6.10.1933 |                                                                         | Eintrag auf stolpersteine-hamburg.de |
| Ditmar-Koel-Straße 12 ·                          | Emma Clara Klapproth geb. Pfannenberg | Hier wohnte Emma Clara Klapproth geb. Pfannenberg Jg. 1866 eingewiesen 1928 Heilanstalt Langenhorn ‚verlegt‘ 9.4.1943 Heilanstalt Obrawalde ermordet 4.9.1943                                 |                                                                         | Eintrag auf stolpersteine-hamburg.de |
| Ditmar-Koel-Straße 32 ·                          | Gisela Rosenblum                      | Hier wohnte Gisela Rosenblum Jg. 1933 gedemütigt/entrechtet Flucht 1938 USA |                                                                         | Eintrag auf stolpersteine-hamburg.de |
| Ditmar-Koel-Straße 32 ·                          | Henry Rosenblum                       | Hier wohnte Henry Rosenblum Jg. 1896 gedemütigt/entrechtet Flucht 1938 USA |                                                                         | Eintrag auf stolpersteine-hamburg.de |
| Ditmar-Koel-Straße 32 ·                          | Rosa Rosenblum geb. Weissbaum         | Hier wohnte Rosa Rosenblum geb. Weissbaum Jg. 1901 gedemütigt/entrechtet Flucht 1938 USA |                                                                         | Eintrag auf stolpersteine-hamburg.de |
| Ditmar-Koel-Straße 32 ·                          | Siegfried Rosenblum                   | Hier wohnte Siegfried Rosenblum Jg. 1896 gedemütigt/entrechtet Flucht 1938 USA |                                                                         | Eintrag auf stolpersteine-hamburg.de |
| Drehbahn 15 ·                                    | Charles Först                         | Hier wohnte Charles Först Jg. 1900 eingewiesen Landesheilanstalt Bernburg ermordet 15.6.1942                                                                                                  |                                                                         | Eintrag auf stolpersteine-hamburg.de |
| Düsternstraße 18 (eh. 13/15) ·                   | David Lazarus                         | Hier wohnte David Lazarus Jg. 1889 verhaftet 1938 Buchenwald tot an Haftfolgen 6.2.1944 |                                                                         | Eintrag auf stolpersteine-hamburg.de |
| Eichholz 9 ·                                     | Rudolf Müller                         | Hier wohnte Rudolf Müller Jg. 1913 ermordet 22.3.1944 im KZ Neuengamme |                                                                         | Eintrag auf stolpersteine-hamburg.de hinter Seemannskirche |
| Eichholz 52 ·                                    | Leo Herz                              | Hier wohnte Leo Herz Jg. 1881 ‚Schutzhaft‘ 1937 Gefängnis Fuhlsbüttel 1938 KZ Dachau ‚verlegt‘ 11.3.1942 Bernburg ermordet 11.3.1942                                                          |                                                                         | Eintrag auf stolpersteine-hamburg.de |
| Enckeplatz 4 ·                                   | Elsa Hüttmann                         | Hier wohnte Elsa Hüttmann Jg. 1897 eingewiesen 1943 ‚Heilanstalt‘ Steinhof/Wien ermordet 5.1.1944                                                                                             |                                                                         | Eintrag auf stolpersteine-hamburg.de |
| Enckeplatz 4 ·                                   | Käthe Bleiweiss geb. Peine            | Hier wohnte Käthe Bleiweiss geb. Peine Jg. 1900 deportiert 1942 Auschwitz ermordet |                                                                         | Eintrag auf stolpersteine-hamburg.de |
| Enckeplatz 4 ·                                   | Selma Bleiweiss geb. Löwenthal        | Hier wohnte Selma Bleiweiss geb. Löwenthal Jg. 1873 deportiert 1942 Auschwitz ermordet |                                                                         | Eintrag auf stolpersteine-hamburg.de |
| Enckeplatz 4 ·                                   | Semmy Selig Bleiweiss                 | Hier wohnte Semmy Selig Bleiweiss Jg. 1898 deportiert 1942 Auschwitz ermordet |                                                                         | Eintrag auf stolpersteine-hamburg.de |
| Enckeplatz 4 ·                                   | Rudolf Bleiweiss                      | Hier wohnte Rudolf Bleiweiss Jg. 1905 Zwangsarbeit 1938 tödlich verunglückt 4.7.1940 Bergedorf-Lohbrügge                                                                                      |                                                                         | Eintrag auf stolpersteine-hamburg.de |
| Enckeplatz 4 ·                                   | Uri Bleiweiss                         | Hier wohnte Uri Bleiweiss Jg. 1941 deportiert 1942 Auschwitz ermordet |                                                                         | Eintrag auf stolpersteine-hamburg.de |
| Englische Planke 6 ·                             | Bertha Kaminer geb. Luckmann          | Hier wohnte Bertha Kaminer geb. Luckmann Jg. 1885 eingewiesen 1928 Heilanstalt Langenhorn deportiert 1943 Theresienstadt ermordet                                                             |                                                                         | Eintrag auf stolpersteine-hamburg.de |
| Englische Planke 14 ·                            | Alice Goldschmidt geb. Peine          | Hier wohnte Alice Goldschmidt geb. Peine Jg. 1875 deportiert 1942 Theresienstadt 1942 Treblinka ermordet                                                                                      |                                                                         | Eintrag auf stolpersteine-hamburg.de |
| Englische Planke 14 ·                            | Gotthold Goldschmidt                  | Hier wohnte Gotthold Goldschmidt Jg. 1873 deportiert 1942 Theresienstadt 1942 Treblinka ermordet                                                                                              |                                                                         | Eintrag auf stolpersteine-hamburg.de |
| Englische Planke 14 ·                            | Hans Ludwig Goldschmidt               | Hier wohnte Hans Ludwig Goldschmidt Jg. 1901 deportiert 1941 ermordet in Minsk |                                                                         | Eintrag auf stolpersteine-hamburg.de Ein weiterer Stolperstein befindet sich an der Wincklerstraße 17.                                                           |
| Erste Brunnenstraße 1 Ecke Michaelisstraße ·     | Edith Juschka                         | Hier wohnte Edith Juschka Jg. 1928 eingewiesen 1932 Alsterdorfer Anstalten ‚verlegt‘ 16.8.1943 Am Steinhof Wien ermordet 11.11.1944                                                           |                                                                         | Eintrag auf stolpersteine-hamburg.de |
| Erste Brunnenstraße 1 Ecke Michaelisstraße ·     | Helga Dorothea Nieber                 | Hier wohnte Helga Dorothea Nieber Jg. 1931 eingewiesen 1934 Alsterdorfer Anstalten ‚verlegt‘ 16.8.1943 Am Spiegelgrund ‚Kinderfachabteilung‘ ermordet 11.11.1943                              |                                                                         | Eintrag auf stolpersteine-hamburg.de |
| Esplanade 17 ·                                   | Lieselotte Betty Isenberg             | Hier wohnte Lieselotte Betty Isenberg Jg. 1906 gedemütigt/entrechtet Flucht in den Tod 10.7.1942                                                                                              |                                                                         | Eintrag auf stolpersteine-hamburg.de |
| Fuhlentwiete 1 ·                                 | Jacob de Groot                        | Hier wohnte Jacob de Groot Jg. 1896 verhaftet 1937 KZ Fuhlsbüttel 1940 Buchenwald ermordet 21.5.1940                                                                                          |                                                                         | Eintrag auf stolpersteine-hamburg.de |
| Fuhlentwiete 3 ·                                 | Minna Armherr geb. Jacobsohn          | Hier wohnte Minna Armherr geb. Jacobsohn Jg. 1884 deportiert 1941 Riga ermordet |                                                                         | Eintrag auf stolpersteine-hamburg.de |
| Fuhlentwiete 10 ·                                | Anton Hermann Emil Saefkow            | Hier wohnte Anton Emil Hermann Saefkow Jg. 1903 verhaftet 1933 Bremen-Oslebshausen Dachau Zuchthaus Brandenburg hingerichtet 18.9.1944 Brandenburg-Görden                                     |                                                                         | Eintrag auf stolpersteine-hamburg.de |
| Fuhlentwiete 12 ·                                | Ernst Kusel                           | Hier wohnte Ernst Kusel Jg. 1903 verhaftet 1943 Flucht in den Tod 28.3.1943 |                                                                         | Eintrag auf stolpersteine-hamburg.de |
| Gänsemarkt 33 ·                                  | Tobias Feinstein                      | Hier wohnte Tobias Feinstein Jg. 1890 interniert 1944 Bergen-Belsen Zwangsarbeit Weißenburg Krankenhaus Nürnberg tot an Haftfolgen 30.6.1945                                                  |                                                                         | Eintrag auf stolpersteine-hamburg.de |
| Gänsemarkt 36 ·                                  | Leo Lippmann                          | Hier wirkte Dr. Leo Lippmann Jg. 1881 Staatsrat Berufsverbot entrechtet/gedemütigt Flucht in den Tod 11.6.1943                                                                                |                                                                         | Eintrag auf stolpersteine-hamburg.de Ein weiterer Stolperstein befindet sich in Hamburg-Rotherbaum.                                                              |
| Gänsemarkt 36 ·                                  | Berthold Walter                       | Berthold Walter Jg. 1877 gedemütigt/entrechtet Sprung aus dem 7. Stock des Finanzamtes tot 7.8.1935                                                                                           |                                                                         | Eintrag auf stolpersteine-hamburg.de Ein weiterer Stolperstein befindet sich in Hamburg-Rotherbaum.                                                              |
| Gerhofstraße 13 ·                                | Paul Reimer Freytag                   | Hier wohnte Paul Reimer Freytag Jg. 1917 entrechtet/gedemütigt Zwangskastration tot an Folgen                                                                                                 |                                                                         | Eintrag auf stolpersteine-hamburg.de |
| Gerhofstraße 19 ·                                | Heinrich Bungarten                    | Hier wohnte Heinrich Bungarten Jg. 1919 verhaftet 8.3.1940 Arrestanstalt Hamburg Arrestanstalt Lille Frontbewährung tot 25.12.1944                                                            |                                                                         | Eintrag auf stolpersteine-hamburg.de |
| Gerhofstraße 19 ·                                | Rudolf Müller                         | Hier wohnte Rudolf Müller Jg. 1899 verhaftet 1935/37/40 KZ Fuhlsbüttel 1940 kastriert tot an Haftfolgen 6.2.1945                                                                              |                                                                         | Eintrag auf stolpersteine-hamburg.de |
| Gerhofstraße 19 ·                                | Werner Porst                          | Hier wohnte Werner Porst Jg. 1915 desertiert 1.1.1940 verhaftet 8.3.1940 Arrestanstalt Hamburg hingerichtet 22.7.1940 Köln-Gremberg                                                           |                                                                         | Eintrag auf stolpersteine-hamburg.de |
| Große Bleichen 3 ·                               | Julius Hess                           | Hier wohnte Dr. Julius Hess Jg. 1861 gedemütigt/entrechtet Flucht in den Tod 27.12.1938 |                                                                         | Eintrag auf stolpersteine-hamburg.de |
| Große Theaterstraße 25 ·                         | Otto Westphal                         | Hier wohnte Otto Westphal Jg. 1883 verhaftet 1944 Gefängnis Fuhlsbüttel April 1945 Todesmarsch Arbeitslager Nordmark tot an Folgen 13.4.1946                                                  |                                                                         | Eintrag auf stolpersteine-hamburg.de |
| Große Theaterstraße 25 ·                         | Ursula Westphal                       | Hier wohnte Ursula Westphal Jg. 1906 deportiert 1943 Wien-Steinhof ermordet 5.5.1944 |                                                                         | Eintrag auf stolpersteine-hamburg.de |
| Großneumarkt 37 ·                                | Felix Nemann                          | Felix Nemann Jg. 1865 deportiert 1942 Theresienstadt ermordet 1942 in Treblinka |                                                                         | Eintrag auf stolpersteine-hamburg.de |
| Großneumarkt 37 ·                                | Isidor Nemann                         | Hier wohnte Dr. Isidor Nemann Jg. 1866 gedemütigt/entrechtet tot 5.11.1942 |                                                                         | Eintrag auf stolpersteine-hamburg.de |
| Großneumarkt 37 ·                                | Lea Nemann                            | Lea Nemann Jg. 1868 deportiert 1942 Theresienstadt ermordet 18.10.1942 |                                                                         | Eintrag auf stolpersteine-hamburg.de |
| Großneumarkt 38 ·                                | Edith Sandner                         | Hier wohnte Edith Sandner Jg. 1919 seit 1934 Aufenthalt in verschiedenen Heilanstalten deportiert 1943 Theresienstadt ermordet 22.3.1944                                                      |                                                                         | Eintrag auf stolpersteine-hamburg.de |
| Großneumarkt 38 (vorm. Schlachterstraße) ·       | Hanna Aghitstein geb. Baruch          | Hier wohnte Hanna Aghitstein geb. Baruch Jg. 1871 deportiert 1942 Theresienstadt ermordet 1942 in Minsk                                                                                       |                                                                         | Eintrag auf stolpersteine-hamburg.de |
| Großneumarkt 38 (vorm. Schlachterstraße) ·       | Julie Baruch geb. Salomon             | Hier wohnte Julie Baruch geb. Salomon Jg. 1869 deportiert 1942 Theresienstadt ermordet 7.10.1942                                                                                              |                                                                         | Eintrag auf stolpersteine-hamburg.de |
| Großneumarkt 38 (vorm. Schlachterstraße) ·       | Ludwig Louis Baruch                   | Hier wohnte Ludwig Louis Baruch Jg. 1870 deportiert 1942 Theresienstadt 1944 Auschwitz ermordet                                                                                               |                                                                         | Eintrag auf stolpersteine-hamburg.de |
| Großneumarkt 38 (vorm. Schlachterstraße) ·       | Julius Blogg                          | Hier wohnte Julius Blogg Jg. 1863 deportiert 1942 Theresienstadt 1942 Treblinka ermordet |                                                                         | Eintrag auf stolpersteine-hamburg.de |
| Großneumarkt 38 (vorm. Schlachterstraße) ·       | Rebecca Blogg geb. Zinkower           | Hier wohnte Rebecca Blogg geb. Zinkower Jg. 1871 deportiert 1942 Theresienstadt 1942 Treblinka ermordet                                                                                       |                                                                         | Eintrag auf stolpersteine-hamburg.de |
| Großneumarkt 38 (vorm. Schlachterstraße) ·       | Bertha Cohen geb. Simon               | Hier wohnte Bertha Cohen geb. Simon Jg. 1857 deportiert 1942 Theresienstadt ermordet 13.10.1942                                                                                               |                                                                         | Eintrag auf stolpersteine-hamburg.de |
| Großneumarkt 38 (vorm. Schlachterstraße) ·       | Kurt Cossmann                         | Hier wohnte Kurt Cossmann Jg. 1930 deportiert 1941 ermordet in Minsk |                                                                         | Eintrag auf stolpersteine-hamburg.de |
| Großneumarkt 38 (vorm. Schlachterstraße) ·       | Mathilde Cossmann                     | Hier wohnte Mathilde Cossmann Jg. 1908 deportiert 1941 ermordet in Minsk |                                                                         | Eintrag auf stolpersteine-hamburg.de |
| Großneumarkt 38 (vorm. Schlachterstraße) ·       | Frieda Dannenberg geb. Weinberg       | Hier wohnte Frieda Dannenberg geb. Weinberg Jg. 1874 deportiert 1941 Minsk ermordet |                                                                         | Eintrag auf stolpersteine-hamburg.de |
| Großneumarkt 38 (vorm. Schlachterstraße) ·       | Alice Graff geb. Müller               | Hier wohnte Alice Graff geb. Müller verw. Sochaczewski Jg. 1887 deportiert 1941 ermordet in Minsk                                                                                             |                                                                         | Eintrag auf stolpersteine-hamburg.de |
| Großneumarkt 38 (vorm. Schlachterstraße) ·       | Leopold Graff                         | Hier wohnte Leopold Graff Jg. 1874 deportiert 1941 ermordet in Minsk |                                                                         | Eintrag auf stolpersteine-hamburg.de |
| Großneumarkt 38 (vorm. Schlachterstraße) ·       | Flora Halberstadt                     | Hier wohnte Flora Halberstadt Jg. 1860 deportiert 1942 Theresienstadt ermordet 1.12.1942 |                                                                         | Eintrag auf stolpersteine-hamburg.de |
| Großneumarkt 38 (vorm. Schlachterstraße) ·       | Elsa Hamburger geb. Vogel             | Hier wohnte Elsa Hamburger geb. Vogel Jg. 1917 deportiert 1941 Minsk ermordet |                                                                         | Eintrag auf stolpersteine-hamburg.de |
| Großneumarkt 38 (vorm. Schlachterstraße) ·       | Herbert Hamburger                     | Hier wohnte Herbert Hamburger Jg. 1916 deportiert 1941 Minsk ermordet |                                                                         | Eintrag auf stolpersteine-hamburg.de |
| Großneumarkt 38 (vorm. Schlachterstraße) ·       | Louis Hecker                          | Hier wohnte Louis Hecker Jg. 1894 deportiert 1941 Ghetto Minsk ermordet |                                                                         | Eintrag auf stolpersteine-hamburg.de |
| Großneumarkt 38 (vorm. Schlachterstraße) ·       | Marianne Minna Hecker geb. Schiff     | Hier wohnte Marianne Minna Hecker geb. Schiff Jg. 1863 deportiert 1941 Ghetto Minsk ermordet                                                                                                  |                                                                         | Eintrag auf stolpersteine-hamburg.de |
| Großneumarkt 38 (vorm. Schlachterstraße) ·       | Max Hecker                            | Hier wohnte Max Hecker Jg. 1895 deportiert 1941 Ghetto Minsk ermordet |                                                                         | Eintrag auf stolpersteine-hamburg.de |
| Großneumarkt 38 (vorm. Schlachterstraße) ·       | Alfred Heymann                        | Hier wohnte Alfred Heymann Jg. 1928 verhaftet 22.4.1941 KZ Fuhlsbüttel deportiert 1941 Riga ermordet                                                                                          |                                                                         | Eintrag auf stolpersteine-hamburg.de |
| Großneumarkt 38 (vorm. Schlachterstraße) ·       | Lea Heymann                           | Hier wohnte Lea Heymann geb. Salomon Jg. 1886 deportiert 1941 ermordet in Minsk |                                                                         | Eintrag auf stolpersteine-hamburg.de |
| Großneumarkt 38 (vorm. Schlachterstraße) ·       | Paul Heymann                          | Hier wohnte Paul Heymann Jg. 1878 deportiert 1941 Ghetto Minsk ermordet |                                                                         | Eintrag auf stolpersteine-hamburg.de |
| Großneumarkt 38 (vorm. Schlachterstraße) ·       | Wilma Heyman                          | Hier wohnte Wilma Heymann Jg. 1927 deportiert 1941 Minsk ermordet |                                                                         | Eintrag auf stolpersteine-hamburg.de |
| Großneumarkt 38 (vorm. Schlachterstraße) ·       | Adolf Kahn                            | Hier wohnte Adolf Kahn Jg. 1870 deportiert 1941 Minsk ermordet |                                                                         | Eintrag auf stolpersteine-hamburg.de |
| Großneumarkt 38 (vorm. Schlachterstraße) ·       | Jettchen Kahn geb. Plaut              | Hier wohnte Jettchen Kahn geb. Plaut Jg. 1891 deportiert 1941 Minsk ermordet |                                                                         | Eintrag auf stolpersteine-hamburg.de |
| Großneumarkt 38 (vorm. Schlachterstraße) ·       | Curt Koppel                           | Hier wohnte Curt Koppel Jg. 1907 deportiert 1941 Minsk ermordet |                                                                         | Eintrag auf stolpersteine-hamburg.de |
| Großneumarkt 38 (vorm. Schlachterstraße) ·       | Johanna Koppel geb. Gressmann         | Hier wohnte Johanna Koppel geb. Gressmann Jg. 1879 deportiert 1941 Minsk ermordet |                                                                         | Eintrag auf stolpersteine-hamburg.de |
| Großneumarkt 38 ·                                | Philippine Levy geb. Grün             | Hier wohnte Philippine Levy geb. Grün Jg. 1879 deportiert 1942 Theresienstadt 1944 Auschwitz ermordet                                                                                         |                                                                         | Eintrag auf stolpersteine-hamburg.de |
| Großneumarkt 38 (vorm. Schlachterstraße) ·       | Bernhard Liepmann                     | Hier wohnte Bernhard Liepmann Jg. 1905 aus ‚Heilanstalt‘ Langenhorn 1940 verlegt nach Landesanstalt Brandenburg ermordet 23.9.1940                                                            |                                                                         | Eintrag auf stolpersteine-hamburg.de |
| Großneumarkt 38 (vorm. Schlachterstraße) ·       | Hannchen Liepmann                     | Hier wohnte Hannchen Liepmann Jg. 1883 deportiert 1941 Riga ermordet |                                                                         | Eintrag auf stolpersteine-hamburg.de |
| Großneumarkt 38 (vorm. Schlachterstraße) ·       | Henriette Liepmann                    | Hier wohnte Henriette Liepmann Jg. 1872 deportiert 1941 Riga ermordet |                                                                         | Eintrag auf stolpersteine-hamburg.de |
| Großneumarkt 38 (vorm. Schlachterstraße) ·       | Johanna Löwe geb. Sonnenberg          | Hier wohnte Johanna Löwe geb. Sonnenberg Jg. 1872 deportiert 1941 Riga ermordet |                                                                         | Eintrag auf stolpersteine-hamburg.de |
| Großneumarkt 38 (vorm. Schlachterstraße) ·       | Martin Moses                          | Hier wohnte Martin Moses Jg. 1891 eingewiesen 1940 Heilanstalt Langenhorn 'verlegt' 23.9.1940 Brandenburg ermordet 23.9.1940 Aktion T4                                                        |                                                                         | Eintrag auf stolpersteine-hamburg.de |
| Großneumarkt 38 (vorm. Schlachterstraße) ·       | Bertha Polack                         | Hier wohnte Bertha Polack Jg. 1897 deportiert 1941 ermordet in Minsk |                                                                         | Eintrag auf stolpersteine-hamburg.de |
| Großneumarkt 38 (vorm. Schlachterstraße) ·       | Flora Samuel geb. Liepmann            | Hier wohnte Flora Samuel geb. Liepmann Jg. 1877 deportiert 1941 Riga ermordet |                                                                         | Eintrag auf stolpersteine-hamburg.de |
| Großneumarkt 38 (vorm. Schlachterstraße) ·       | Karl Schack                           | Hier wohnte Karl Schack Jg. 1868 deportiert 1941 ermordet in Riga |                                                                         | Eintrag auf stolpersteine-hamburg.de |
| Großneumarkt 38 (vorm. Schlachterstraße) ·       | Minna Schack geb. Isenberg            | Hier wohnte Minna Schack geb. Isenberg Jg. 1878 deportiert 1941 ermordet in Riga |                                                                         | Eintrag auf stolpersteine-hamburg.de |
| Großneumarkt 38 (vorm. Schlachterstraße) ·       | Margot Sochaczewski                   | Hier wohnte Margot Sochaczewski verh. Darvill Jg. 1918 Flucht 1938 England |                                                                         | Eintrag auf stolpersteine-hamburg.de |
| Großneumarkt 38 (vorm. Schlachterstraße) ·       | Werner Sochaczewski                   | Hier wohnte Werner Sochaczewski Jg. 1914 deportiert ermordet in Minsk |                                                                         | Eintrag auf stolpersteine-hamburg.de |
| Großneumarkt 38 (vorm. Schlachterstraße) ·       | Sara Vogel geb. de Beer               | Hier wohnte Sara Vogel geb. de Beer Jg. 1885 deportiert 1941 Minsk ermordet |                                                                         | Eintrag auf stolpersteine-hamburg.de |
| Großneumarkt 38 (vorm. Schlachterstraße) ·       | Sophie Vogel                          | Hier wohnte Sophie Vogel Jg. 1916 deportiert 1941 Minsk ermordet |                                                                         | Eintrag auf stolpersteine-hamburg.de |
| Großneumarkt 45 ·                                | Ernst Jürgensen                       | Hier wohnte Ernst Jürgensen Jg. 1899 verhaftet 1934 Gefängnis Wolfenbüttel 1935 Lager Emsland 1938 Zuchthaus Bremen 1942 Mauthausen Außenlager Gusen ermordet 12.1.1943                       |                                                                         | Eintrag auf stolpersteine-hamburg.de ersetzt einen Stein, der Ludwig-Erhard-Straße 8 lag (vorheriger Stein)                                                      |
| Großneumarkt 45 ·                                | Karl Schaafhirte                      | Hier wohnte Karl Schaafhirte Jg. 1912 im Widerstand verhaftet 1933 KZ Fuhlsbüttel tot 1.4.1935 Zentrallazarett UG Hamburg                                                                     |                                                                         | Eintrag auf stolpersteine-hamburg.de |
| Großneumarkt 45 ·                                | Friedrich Zerrenner                   | Hier wohnte Friedrich Zerrenner Jg. 1897 eingewiesen 1907 Alsterdorfer Anstalten ‚verlegt‘ 7.8.1943 Heilanstalt Eichberg Weilmünster ermordet 19.12.1943                                      |                                                                         | Eintrag auf stolpersteine-hamburg.de |
| Großneumarkt 56 ·                                | Aron Albert Cohn                      | Hier wohnte Aron Albert Cohn Jg. 1882 Flucht Frankreich interniert Noé tot 3.3.1941 |                                                                         | Eintrag auf stolpersteine-hamburg.de |
| Großneumarkt 56 ·                                | Sella Cohen                           | Hier wohnte Sella Cohen Jg. 1893 eingewiesen 1918 mehrere Heilanstalten ‚verlegt‘ 1940 Landes-Pflegeanstalt Brandenburg ermordet 1940 Aktion T4                                               |                                                                         | Eintrag auf stolpersteine-hamburg.de |
| Großneumarkt 56 ·                                | Thekla Daltrop geb. Fuchs             | Hier wohnte Thekla Daltrop geb. Fuchs Jg. 1883 entrechtet/gedemütigt Flucht in den Tod 24.10.1941                                                                                             |                                                                         | Eintrag auf stolpersteine-hamburg.de Ein weiterer Stolperstein befindet sich Dammtorstraße 28.                                                                   |
| Großneumarkt 56 ·                                | David Elias                           | Hier wohnte David Elias Jg. 1871 Flucht 1939 Holland interniert Westerbork deportiert 1943 Sobibor ermordet 16.4.1943                                                                         |                                                                         | Eintrag auf stolpersteine-hamburg.de |
| Großneumarkt 56 ·                                | Louisa Elias                          | Hier wohnte Louisa Elias Jg. 1913 Flucht 1939 Holland interniert Westerbork deportiert 1943 Sobibor ermordet 11.6.1943                                                                        |                                                                         | Eintrag auf stolpersteine-hamburg.de |
| Großneumarkt 56 ·                                | Theresia Elias geb. Levor             | Hier wohnte Theresia Elias geb. Levor Jg. 1869 Flucht 1939 Holland interniert Westerbork deportiert 1943 Sobibor ermordet 16.4.1943                                                           |                                                                         | Eintrag auf stolpersteine-hamburg.de |
| Großneumarkt 56 ·                                | Helene Martha Fernich                 | Hier wohnte Helene Martha Fernich Jg. 1898 deportiert 1941 Łodz/Litzmannstadt Chełmno/Kulmhof ermordet 12.5.1942                                                                              |                                                                         | Eintrag auf stolpersteine-hamburg.de |
| Großneumarkt 56 ·                                | Martha Minna Fernich                  | Hier wohnte Martha Minna Fernich Jg. 1900 deportiert 1941 Łodz/Litzmannstadt Chełmno/Kulmhof ermordet 12.5.1942                                                                               |                                                                         | Eintrag auf stolpersteine-hamburg.de |
| Großneumarkt 56 ·                                | Camilla Fuchs                         | Hier wohnte Camilla Fuchs Jg. 1886 entrechtet/gedemütigt Flucht in den Tod 24.10.1941 |                                                                         | Eintrag auf stolpersteine-hamburg.de |
| Großneumarkt 56 ·                                | David Hermannsen                      | Hier wohnte David Hermannsen Jg. 1920 deportiert 1941 Łodz/Litzmannstadt ermordet |                                                                         | Eintrag auf stolpersteine-hamburg.de |
| Großneumarkt 56 ·                                | Jacob Hermannsen                      | Hier wohnte Jacob Hermannsen Jg. 1922 deportiert 1941 Łodz/Litzmannstadt ermordet |                                                                         | Eintrag auf stolpersteine-hamburg.de |
| Großneumarkt 56 ·                                | Siegmund Josephi                      | Hier wohnte Siegmund Josephi Jg. 1908 deportiert 1943 Theresienstadt 1944 Auschwitz ermordet 21.12.1944 Dachau                                                                                |                                                                         | Eintrag auf stolpersteine-hamburg.de |
| Großneumarkt 56 ·                                | Robert Martin Levy                    | Hier wohnte Robert Martin Levy Jg. 1891 eingewiesen 1937 Heilanstalt Langenhorn ‚verlegt‘ 23.9.1940 Brandenburg ermordet 23.9.1940 ‚Aktion T4‘                                                |                                                                         | Eintrag auf stolpersteine-hamburg.de |
| Großneumarkt 56 ·                                | Hertha Liebermann                     | Hier wohnte Eva Liebermann Jg. 1883 deportiert 1942 Theresienstadt ermordet 1943 Auschwitz |                                                                         | Eintrag auf stolpersteine-hamburg.de Auf dem Stolperstein steht der Vorname von Herthas Schwester Eva Samuel geb. Liebermann.                                    |
| Großneumarkt 56 ·                                | Fritz Mainzer                         | Hier wohnte Fritz Mainzer Jg. 1907 verhaftet 1938 Sachsenhausen 1939 Zuchthaus Fuhlsbüttel Bremen-Oslebshausen ermordet 18.2.1943 Auschwitz                                                   |                                                                         | Eintrag auf stolpersteine-hamburg.de |
| Großneumarkt 56 ·                                | Elsa Nathan geb. Heimann              | Hier wohnte Elsa Nathan geb. Heimann Jg. 1889 deportiert 1941 Riga-Jungfernhof ermordet |                                                                         | Eintrag auf stolpersteine-hamburg.de |
| Großneumarkt 56 ·                                | Ruth Nathan                           | Hier wohnte Ruth Nathan Jg. 1925 deportiert 1941 Riga-Jungfernhof 1944 KZ Stutthof ermordet                                                                                                   |                                                                         | Eintrag auf stolpersteine-hamburg.de |
| Großneumarkt 56 ·                                | Bela Neumann                          | Hier wohnte Bela Neumann Jg. 1939 deportiert 1941 ermordet in Łodz |                                                                         | Eintrag auf stolpersteine-hamburg.de |
| Großneumarkt 56 ·                                | Fanny Neumann geb. Krügel             | Hier wohnte Fanny Neumann geb. Krügel Jg. 1897 verhaftet 1938 KZ Fuhlsbüttel deportiert 1941 ermordet in Łodz                                                                                 |                                                                         | Eintrag auf stolpersteine-hamburg.de |
| Großneumarkt 56 ·                                | Lieselotte Neumann                    | Hier wohnte Lieselotte Neumann Jg. 1921 verhaftet 1938 KZ Fuhlsbüttel 1941 Ravensbrück ermordet 8.5.1942                                                                                      |                                                                         | Eintrag auf stolpersteine-hamburg.de |
| Großneumarkt 56 ·                                | Max Leo Neumann                       | Hier wohnte Max Leo Neumann Jg. 1924 verhaftet 1941 ‚Rassenschande‘ KZ Fuhlsbüttel deportiert 1942 Auschwitz ermordet 17.2.1943                                                               |                                                                         | Eintrag auf stolpersteine-hamburg.de |
| Großneumarkt 56 ·                                | Mirjam Neumann                        | Hier wohnte Mirjam Neumann Jg. 1923 deportiert 1941 ermordet in Łodz |                                                                         | Eintrag auf stolpersteine-hamburg.de |
| Großneumarkt 56 ·                                | Therese Neumann                       | Hier wohnte Therese Neumann Jg. 1926 verhaftet 1941 Polizeigefängnis Offenbach deportiert 1941 Schicksal unbekannt                                                                            |                                                                         | Eintrag auf stolpersteine-hamburg.de |
| Großneumarkt 56 ·                                | Siegfried Neumann                     | Hier wohnte Siegfried Neumann Jg. 1900 verhaftet 1938 KZ Fuhlsbüttel 1938 Sachsenhausen ermordet 13.1.1940                                                                                    |                                                                         | Eintrag auf stolpersteine-hamburg.de |
| Großneumarkt 56 ·                                | Josef Polack                          | Hier wohnte Josef Polack Jg. 1899 deportiert 1941 Minsk ermordet in Auschwitz |                                                                         | Eintrag auf stolpersteine-hamburg.de |
| Großneumarkt 56 ·                                | Beate Ruben                           | Hier wohnte Beate Ruben Jg. 1895 deportiert 1941 Łodz/Litzmannstadt ermordet 3.5.1942 |                                                                         | Eintrag auf stolpersteine-hamburg.de |
| Großneumarkt 56 ·                                | Eva Samuel geb. Liebermann            | Hier wohnte Eva Samuel geb. Liebermann Jg. 1884 deportiert 1941 Riga ermordet |                                                                         | Eintrag auf stolpersteine-hamburg.de |
| Großneumarkt 56 ·                                | Bernhard Weil                         | Hier wohnte Bernhard Weil Jg. 1886 deportiert 1941 Ghetto Minsk ermordet |                                                                         | Eintrag auf stolpersteine-hamburg.de |
| Großneumarkt 56 ·                                | Rosa Therese Weil geb. Cohen          | Hier wohnte Rosa Therese Weil geb. Cohen Jg. 1896 deportiert 1941 Ghetto Minsk ermordet |                                                                         | Eintrag auf stolpersteine-hamburg.de |
| Großneumarkt 56 ·                                | Rosa Weinberg geb. Nathan             | Hier wohnte Rosa Weinberg geb. Nathan Jg. 1877 deportiert 1941 Riga ermordet |                                                                         | Eintrag auf stolpersteine-hamburg.de |
| Großneumarkt 56 ·                                | Siegfried Weinberg                    | Hier wohnte Siegfried Weinberg Jg. 1875 deportiert 1941 Riga ermordet |                                                                         | Eintrag auf stolpersteine-hamburg.de |
| Herrengraben 4 ·                                 | Carolina Falck geb. Neukorn           | Hier wohnte Carolina Falck geb. Neukorn Jg. 1879 deportiert 1941 ermordet in Riga |                                                                         | Eintrag auf stolpersteine-hamburg.de |
| Herrengraben 4 ·                                 | Esther Neukorn                        | Hier wohnte Esther Neukorn Jg. 1886 eingewiesen 1940 Heilanstalt Langenhorn ‚verlegt‘ 23.9.1940 Brandenburg ermordet 23.9.1940 ‚Aktion T4‘                                                    |                                                                         | Eintrag auf stolpersteine-hamburg.de |
| Herrengraben 37 ·                                | Berta Mendel                          | Hier wohnte Berta Mendel Jg. 1903 eingewiesen Heilanstalt Langenhorn ‚verlegt‘ 23.9.1940 Brandenburg ermordet 23.9.1940 ‚Aktion T4‘                                                           |                                                                         | Eintrag auf stolpersteine-hamburg.de |
| Hohe Bleichen 5 ·                                | Paula Danziger                        | Hier wohnte Paula Danziger Jg. 1876 deportiert 1941 Riga ermordet |                                                                         | Eintrag auf stolpersteine-hamburg.de |
| Hohe Bleichen 5 ·                                | Selma Danziger                        | Hier wohnte Selma Danziger Jg. 1872 deportiert 1941 Riga ermordet |                                                                         | Eintrag auf stolpersteine-hamburg.de |
| Hohe Bleichen 20 ·                               | Neander Wagner                        | Hier wohnte Neander Wagner Jg. 1888 verhaftet 1937 KZ Fuhlsbüttel gedemütigt/entrechtet Flucht in den Tod 25.1.1943                                                                           |                                                                         | Eintrag auf stolpersteine-hamburg.de |
| Hohler Weg 10 ·                                  | Otto Sauer                            | Hier wohnte Otto Sauer Jg. 1893 verhaftet KZ Buchenwald ermordet 5.6.1942 |                                                                         | Eintrag auf stolpersteine-hamburg.de |
| Holstenglacis 3 ·                                | –                                     | 1933–1945 Opfer des Nationalsozialismus Untersuchungsgefängnis Holstenglacis Inhaftierungen Kastrationen Hinrichtungen                                                                        |                                                                         | Kopfstein am Untersuchungsgefängnis Holstenglacis |
| Holstenglacis 3 ·                                | Robert Abshagen                       | Robert Abshagen Jg. 1911 im Widerstand Bästlein-Jacob-Abshagen-Gruppe verhaftet 1933 und 1942 enthauptet 10.7.1944                                                                            |                                                                         | Eintrag auf stolpersteine-hamburg.de Ein weiterer Stolperstein befindet sich in Hamburg-Barmbek-Nord.                                                            |
| Holstenglacis 3 ·                                | Hein Bretschneider                    | Hein Bretschneider Jg. 1904 im Widerstand Bästlein-Jacob-Abshagen-Gruppe verhaftet 1933 und 1942 enthauptet 6.7.1944                                                                          |                                                                         | Eintrag auf stolpersteine-hamburg.de |
| Holstenglacis 3 ·                                | Richard Gohert                        | Richard Gohert Jg. 1895 im Widerstand Bästlein-Jacob-Abshagen-Gruppe verhaftet 1942 tot an Haftfolgen 18.11.1944                                                                              |                                                                         | Eintrag auf stolpersteine-hamburg.de Weitere Stolpersteine befinden sich in Hamburg-Harburg und Hamburg-Wilstorf.                                                |
| Holstenglacis 3 ·                                | Erich Heins                           | Erich Heins Jg. 1907 im Widerstand Bästlein-Jacob-Abshagen-Gruppe verhaftet 1933 und 1942 enthauptet 26.6.1944                                                                                |                                                                         | Eintrag auf stolpersteine-hamburg.de Ein weiterer Stolperstein befindet sich am Zeughausmarkt 42.                                                                |
| Holstenglacis 3 ·                                | Richard Heller                        | Richard Heller Jg. 1908 im Widerstand Bästlein-Jacob-Abshagen-Gruppe mehrmals verhaftet zuletzt 1942 enthauptet 6.7.1944                                                                      |                                                                         | Eintrag auf stolpersteine-hamburg.de Ein weiterer Stolperstein befindet sich in Bremen.                                                                          |
| Holstenglacis 3 ·                                | Heinz Jäkisch                         | Heinz Jäkisch Jg. 1909 verhaftet 1942 Flucht in den Tod 28.1.1942 |                                                                         | Eintrag auf stolpersteine-hamburg.de |
| Holstenglacis 3 ·                                | Bernhard Jung                         | Bernhard Jung Jg. 1919 verhaftet 1936/41 hingerichtet 6.3.1941 |                                                                         | Eintrag auf stolpersteine-hamburg.de |
| Holstenglacis 3 ·                                | Karl-Heinz Keil                       | Karl-Heinz Keil Jg. 1911 verhaftet 1936/38/41 KZ Fuhlsbüttel KZ Neuengamme ermordet 14.8.1942                                                                                                 |                                                                         | Eintrag auf stolpersteine-hamburg.de |
| Holstenglacis 3 ·                                | Karl Kock                             | Karl Kock Jg. 1908 im Widerstand Bästlein-Jacob-Abshagen-Gruppe verhaftet 1944 enthauptet 26.6.1944                                                                                           |                                                                         | Eintrag auf stolpersteine-hamburg.de Weitere Stolpersteine befinden sich in Hamburg-Harburg und Hamburg-Wilstorf.                                                |
| Holstenglacis 3 ·                                | Hans Köpke                            | Hans Köpke Jg. 1911 im Widerstand Bästlein-Jacob-Abshagen-Gruppe verhaftet 1942 enthauptet 26.6.1944                                                                                          |                                                                         | Eintrag auf stolpersteine-hamburg.de Ein weiterer Stolperstein befindet sich in Hamburg-Hammerbrook.                                                             |
| Holstenglacis 3 ·                                | Hermann Lange                         | Kaplan Hermann Lange Jg. 1912 verhaftet 1942 enthauptet 10.11.1943 |                                                                         | Eintrag auf stolpersteine-hamburg.de |
| Holstenglacis 3 ·                                | Otto Mende                            | Otto Mende Jg. 1907 im Widerstand Bästlein-Jacob-Abshagen-Gruppe mehrmals verhaftet zuletzt 1943 enthauptet 26.6.1944                                                                         |                                                                         | Eintrag auf stolpersteine-hamburg.de Ein weiterer Stolperstein befindet sich in Hamburg-Rothenburgsort.                                                          |
| Holstenglacis 3 ·                                | Ernst Mittelbach                      | Ernst Mittelbach Jg. 1903 im Widerstand Bästlein-Jacob-Abshagen-Gruppe verhaftet 1942 enthauptet 26.6.1944                                                                                    |                                                                         | Eintrag auf stolpersteine-hamburg.de Weitere Stolpersteine befinden sich in Hamburg-Borgfelde und Hamburg-Ohlsdorf.                                              |
| Holstenglacis 3 ·                                | Eduard Müller                         | Kaplan Eduard Müller Jg. 1911 verhaftet 1942 enthauptet 10.11.1943 |                                                                         | Eintrag auf stolpersteine-hamburg.de Ein weiterer Stolperstein befindet sich in Neumünster.                                                                      |
| Holstenglacis 3 ·                                | Johannes Prassek                      | Kaplan Johannes Prassek Jg. 1911 verhaftet 1942 enthauptet 10.11.1943 |                                                                         | Eintrag auf stolpersteine-hamburg.de Weitere Stolpersteine befindet sich in Hamburg-Volksdorf und Osnabrück.                                                     |
| Holstenglacis 3 ·                                | Johann Odenthal                       | Johann Odenthal Jg. 1896 mehrmals verhaftet zuletzt 1942 kastriert hingerichtet 12.4.1944 |                                                                         | Eintrag auf stolpersteine-hamburg.de |
| Holstenglacis 3 ·                                | Walter Reber                          | Walter Reber Jg. 1891 im Widerstand Bästlein-Jacob-Abshagen-Gruppe verhaftet 1942 enthauptet 26.6.1944                                                                                        |                                                                         | Eintrag auf stolpersteine-hamburg.de |
| Holstenglacis 3 ·                                | Oskar Reincke                         | Oskar Reincke Jg. 1907 im Widerstand Bästlein-Jacob-Abshagen-Gruppe verhaftet 1933 und 1942 enthauptet 10.7.1944                                                                              |                                                                         | Eintrag auf stolpersteine-hamburg.de |
| Holstenglacis 3 ·                                | Rudolf Schöning                       | Rudolf Schöning Jg. 1882 verhaftet 1942 tot an Haftfolgen 9.9.1942 |                                                                         | Eintrag auf stolpersteine-hamburg.de |
| Holstenglacis 3 ·                                | Wilhelm Stein                         | Wilhelm Stein Jg. 1895 im Widerstand Bästlein-Jacob-Abshagen-Gruppe verhaftet 1933 und 1942 enthauptet 26.6.1944                                                                              |                                                                         | Eintrag auf stolpersteine-hamburg.de Weitere Stolpersteine befinden sich in Hamburg-Heimfeld und Hamburg-Harburg.                                                |
| Holstenglacis 3 ·                                | Karl Friedrich Stellbrink             | Pastor Karl Friedrich Stellbrink Jg. 1894 verhaftet 1942 enthauptet 10.11.1943 |                                                                         | Eintrag auf stolpersteine-hamburg.de |
| Holstenglacis 3 ·                                | Paul Thürey                           | Paul Thürey Jg. 1903 im Widerstand Bästlein-Jacob-Abshagen-Gruppe verhaftet 1942 enthauptet 26.6.1944                                                                                         |                                                                         | Eintrag auf stolpersteine-hamburg.de Ein weiterer Stolperstein befindet sich in Hamburg-Eimsbüttel.                                                              |
| Holstenglacis 3 ·                                | Kurt Vorpahl                          | Kurt Vorpahl Jg. 1905 im Widerstand Bästlein-Jacob-Abshagen-Gruppe verhaftet 1942 enthauptet 26.6.1944                                                                                        |                                                                         | Eintrag auf stolpersteine-hamburg.de Ein weiterer Stolperstein befindet sich in Hamburg-Horn.                                                                    |
| Holstenglacis 3 ·                                | Oskar Voss                            | Oskar Voss Jg. 1907 im Widerstand Bästlein-Jacob-Abshagen-Gruppe verhaftet 1942 enthauptet 26.6.1944                                                                                          |                                                                         | Eintrag auf stolpersteine-hamburg.de Ein weiterer Stolperstein befindet sich in der Jakobstraße 17.                                                              |
| Holstenglacis 3 ·                                | Walter Wicke                          | Walter Wicke Jg. 1909 im Widerstand verhaftet 1934 UG Holstenglacis Flucht in den Tod 29.4.1934                                                                                               |                                                                         | Eintrag auf stolpersteine-hamburg.de |
| Holstenglacis 3 ·                                | Walerjan Wróbel                       | Walerjan Wróbel Jg. 1925 ermordet 25.8.1942 in U-Haft |                                                                         | Eintrag auf stolpersteine-hamburg.de |
| Holstenwall 10 ·                                 | Philippine Epstein geb. Jelenkiewicz  | Hier wohnte Philippine Epstein geb. Jelenkiewicz Jg. 1874 deportiert 1942 Theresienstadt ermordet 24.11.1942                                                                                  |                                                                         | Eintrag auf stolpersteine-hamburg.de |
| Holstenwall 10 ·                                 | Betty Heinemann                       | Hier wohnte Betty Heinemann geb. Lindenfeld Jg. 1874 deportiert 1942 Theresienstadt 1942 Treblinka ermordet                                                                                   |                                                                         | Eintrag auf stolpersteine-hamburg.de |
| Holstenwall 10 ·                                 | Julius Heinemann                      | Hier wohnte Julius Heinemann Jg. 1866 deportiert 1942 Theresienstadt 1942 Treblinka ermordet                                                                                                  |                                                                         | Eintrag auf stolpersteine-hamburg.de |
| Holstenwall 13 ·                                 | Paula Rosner geb. Arnstein            | Hier wohnte Paula Rosner geb. Arnstein Jg. 1903 ‚Polenaktion‘ 1938 Bentschen/Zbaszyn ermordet im besetzten Polen                                                                              |                                                                         | Eintrag auf stolpersteine-hamburg.de |
| Holstenwall 13 ·                                 | Tewel I. Rosner                       | Hier wohnte Tewel I. Rosner Jg. 1896 ‚Polenaktion‘ 1938 Bentschen/Zbaszyn zurückgekehrt/verhaftet 1939 KZ Fuhlsbüttel 1940 Sachsenhausen ermordet 27.3.1941 Dachau                            |                                                                         | Eintrag auf stolpersteine-hamburg.de |
| Hütten Ecke Enckeplatz ·                         | Hermann Simon Hirsch                  | Hier wohnte Hermann Simon Hirsch Jg. 1879 deportiert 1941 Minsk ermordet |                                                                         | Eintrag auf stolpersteine-hamburg.de |
| Hütten Ecke Enckeplatz ·                         | Jenny Hirsch geb. Weile               | Hier wohnte Jenny Hirsch geb. Weile Jg. 1876 deportiert 1941 Minsk ermordet |                                                                         | Eintrag auf stolpersteine-hamburg.de |
| Hütten 61 ·                                      | Wilhelm Ludwig                        | Hier wohnte Wilhelm Ludwig Jg. 1894 verhaftet 1937 KZ Fuhlsbüttel Buchenwald ermordet 25.7.1942                                                                                               |                                                                         | Eintrag auf stolpersteine-hamburg.de |
| Hütten 66 ·                                      | Emil Zurnieden                        | Hier wohnte Emil Zurnieden Jg. 1895 seit 1937 mehrmals verhaftet KZ Fuhlsbüttel 1941 Sachsenhausen ermordet 7.3.1942                                                                          |                                                                         | Eintrag auf stolpersteine-hamburg.de |
| Hütten 86 ·                                      | Adele Lambertz geb. Bettelheimer      | Hier wohnte Adele Lambertz geb. Bettelheimer Jg. 1871 deportiert 1943 Theresienstadt 1944 Auschwitz ermordet                                                                                  |                                                                         | Eintrag auf stolpersteine-hamburg.de |
| Hütten 86 ·                                      | Josef Lambertz                        | Hier wohnte Josef Lambertz Jg. 1873 deportiert 1943 Theresienstadt tot 6.3.1944 |                                                                         | Eintrag auf stolpersteine-hamburg.de |
| Hütten 86 ·                                      | Wilhelmine Lambertz                   | Hier wohnte Wilhelmine Lambertz Jg. 1900 deportiert 1943 Theresienstadt 1944 Auschwitz ermordet in Stutthof                                                                                   |                                                                         | Eintrag auf stolpersteine-hamburg.de |
| Hütten 87 ·                                      | Lea Hirsch geb. Rimberg               | Hier wohnte Lea Hirsch geb. Rimberg Jg. 1880 deportiert 1941 Minsk ermordet |                                                                         | Eintrag auf stolpersteine-hamburg.de |
| Hütten 87 ·                                      | Samuel Herbert Hirsch                 | Hier wohnte Samuel Herbert Hirsch Jg. 1906 deportiert 1941 Minsk ermordet |                                                                         | Eintrag auf stolpersteine-hamburg.de |
| Hütten 87 ·                                      | Malwine Steiner geb. Weisinger        | Hier wohnte Malwine Steiner geb. Weisinger Jg. 1889 deportiert 1941 ermordet in Łodz |                                                                         | Eintrag auf stolpersteine-hamburg.de |
| Hütten 105 ·                                     | Carl Rühs                             | Hütten 105 wohnte Carl Rühs Jg. 1887 deportiert 1941 ermordet in Minsk |                                                                         | Eintrag auf stolpersteine-hamburg.de gegenüber Hütten 48, links v. Eing. Niederdt. Bibliothek Peterstraße 36                                                     |
| Jakobstraße 17 ·                                 | Oskar Voss                            | Hier wohnte Oskar Voss Jg. 1907 im Widerstand/KPD sabotierte U-Boot-Bau verhaftet 23.10.1942 ‚Hochverrat‘ UG Hamburg enthauptet 26.6.1944                                                     |                                                                         | Eintrag auf stolpersteine-hamburg.de Der Stein liegt Ecke Jakobstraße/Rothesoodstraße/Böhmkenstraße. Ein weiterer Stolperstein befindet sich am Holstenglacis 3. |
| Jakobstraße 19 ·                                 | Hans Lewens                           | Hier wohnte Hans Lewens Jg. 1887 verhaftet KZ Sachsenhausen ermordet 19.1.1941 |                                                                         | Eintrag auf stolpersteine-hamburg.de |
| Jan-Valkenburg-Straße 3 ·                        | Ernst Posner                          | Hier wohnte Ernst Posner Jg. 1904 verhaftet 17.6.1942 Neuengamme Dachau ermordet 1.8.1942 |                                                                         | Eintrag auf stolpersteine-hamburg.de |
| Jan-Valkenburg-Straße 11 ·                       | Berthold Elias                        | Hier wohnte Berthold Elias Jg. 1898 deportiert 1942 Theresienstadt 1944 Auschwitz ermordet |                                                                         | Eintrag auf stolpersteine-hamburg.de |
| Jan-Valkenburg-Straße 11 ·                       | Willy Kreuzer                         | Hier wohnte Willy Kreuzer Jg. 1920 verhaftet 1941 1942 KZ Mauthausen ermordet 1.1.1943 |                                                                         | Eintrag auf stolpersteine-hamburg.de |
| Johannes-Brahms-Platz 1 ·                        | Jacob Sakom                           | Hier wirkte Dr. Jacob Sakom Jg. 1877 Solocellist Flucht 1938 Litauen ermordet 1941 von SS |                                                                         | Eintrag auf stolpersteine-hamburg.de |
| Jungfernstieg 7 ·                                | Johannes Roesen                       | Hier wirkte Dr. Johannes Roesen Jg. 1879 verhaftet 1937 KZ Fuhlsbüttel Flucht in den Tod 10.2.1937                                                                                            |                                                                         | Eintrag auf stolpersteine-hamburg.de |
| Jungfernstieg 22 ·                               | Paul Salomon                          | Hier wirkte von 1907 bis 1933 Paul Salomon Jg. 1865 gedemütigt/entrechtet Flucht in den Tod 21.9.1941                                                                                         |                                                                         | Eintrag auf stolpersteine-hamburg.de Weitere Stolpersteine befinden sich in Hamburg-Altstadt und in Hamburg-Harvestehude.                                        |
| Jungfernstieg 34 ·                               | Selma Schümann geb. Cohn              | Hier arbeitete Selma Schümann geb. Cohn Jg. 1876 gedemütigt/entrechtet Flucht in den Tod 17.7.1942                                                                                            |                                                                         | Eintrag auf stolpersteine-hamburg.de Ein weiterer Stolperstein befindet sich in Hamburg-Rotherbaum.                                                              |
| Jungfernstieg 34 ·                               | –                                     | Schümanns Austernkeller 1884–2000 |                                                                         | Zusatzstein für den von Selma Schümann mit ihrem Ehemann betriebenen Austernkeller                                                                               |
| Jungfernstieg 42 ·                               | Erich Brill                           | Hier arbeitete Dr. Erich Brill Jg. 1895 verhaftet 1.2.1937 KZ Fuhlsbüttel Zuchthaus Bremen Oslebshausen deportiert 1941 Riga ermordet 26.3.1942                                               |                                                                         | Eintrag auf stolpersteine-hamburg.de Ein weiterer Stolperstein befindet sich in Hamburg-Harvestehude.                                                            |
| Kaiser-Wilhelm-Straße 18–20 ·                    | Senta Henschel                        | Hier wohnte Senta Henschel Jg. 1902 eingewiesen 1940 Heilanstalt Langenhorn ‚verlegt‘ 23.9.1940 Brandenburg ermordet 23.9.1940 ‚Aktion T4‘                                                    |                                                                         | Eintrag auf stolpersteine-hamburg.de |
| Kaiser-Wilhelm-Straße 20 ·                       | Johann Wilhelm Jasper                 | Hier wohnte Johann Wilhelm Jasper Jg. 1898 im Widerstand/KPD verhaftet 28.2.1933 1933 UG Holstenglacis Todesurteil 25.9.1934 hingerichtet 29.9.1934 Gefängnis Hamburg                         |                                                                         | Eintrag auf stolpersteine-hamburg.de Ein weiterer Stolperstein befindet sich in Meldorf.                                                                         |
| Kaiser-Wilhelm-Straße 23 ·                       | Manfred Horowitz                      | Hier wirkte Dr. Manfred Horowitz Jg. 1880 entrechtet/gedemütigt Flucht in den Tod 14.11.1937                                                                                                  |                                                                         | Eintrag auf stolpersteine-hamburg.de Ein weiterer Stolperstein befinden sich in Hamburg-Eppendorf.                                                               |
| Kaiser-Wilhelm-Straße 40 ·                       | Karl Klinke                           | Hier wohnte Karl Klinke Jg. 1911 verhaftet 1936 KZ Fuhlsbüttel Flucht in den Tod 5.8.1940 |                                                                         | Eintrag auf stolpersteine-hamburg.de |
| Kaiser-Wilhelm-Straße 55 ·                       | Albert Fresco                         | Hier wohnte Albert Fresco Jg. 1915 Flucht Holland interniert Westerbork deportiert 1943 Sobibor ermordet                                                                                      |                                                                         | Eintrag auf stolpersteine-hamburg.de |
| Kaiser-Wilhelm-Straße 55 ·                       | Bendita Fresco geb. Meljado           | Hier wohnte Bendita Fresco geb. Meljado Jg. 1915 Flucht Holland interniert Westerbork deportiert 1943 Auschwitz ermordet 3.9.1943                                                             |                                                                         | Eintrag auf stolpersteine-hamburg.de |
| Kaiser-Wilhelm-Straße 55 ·                       | Erna Cäcilie Fresco geb. Graetzer     | Hier wohnte Erna Cäcilie Fresco geb. Graetzer Jg. 1887 Flucht Holland interniert Westerbork deportiert 1943 Auschwitz ermordet 27.8.1943                                                      |                                                                         | Eintrag auf stolpersteine-hamburg.de |
| Kaiser-Wilhelm-Straße 55 ·                       | Heinz Fresco                          | Hier wohnte Heinz Fresco Jg. 1926 Flucht Holland interniert Westerbork deportiert 1944 ermordet in Auschwitz                                                                                  |                                                                         | Eintrag auf stolpersteine-hamburg.de |
| Kaiser-Wilhelm-Straße 55 ·                       | Jonas Fresco                          | Hier wohnte Jonas Fresco Jg. 1880 Flucht Holland interniert Westerbork deportiert 1942 Auschwitz ermordet 23.3.1943                                                                           |                                                                         | Eintrag auf stolpersteine-hamburg.de |
| Kaiser-Wilhelm-Straße 55 ·                       | Mary Fresco                           | Hier wohnte Mary Fresco Jg. 1911 Flucht Holland interniert Westerbork deportiert 1942 Auschwitz ermordet 7.9.1942                                                                             |                                                                         | Eintrag auf stolpersteine-hamburg.de |
| Kaiser-Wilhelm-Straße 67 ·                       | Hermann Hess                          | Hier wohnte Hermann Hess Jg. 1895 verhaftet KZ Sachsenhausen ermordet 17.2.1942 |                                                                         | Eintrag auf stolpersteine-hamburg.de |
| Kaiser-Wilhelm-Straße ggü. 115 ·                 | Edith Sommer geb. Metzger             | Hier wohnte Edith Sommer geb. Metzger Jg. 1913 deportiert 1941 ermordet in Minsk |                                                                         | Eintrag auf stolpersteine-hamburg.de |
| Kaiser-Wilhelm-Straße ggü. 115 ·                 | Max Sommer                            | Hier wohnte Max Sommer Jg. 1899 deportiert 1941 ermordet in Minsk |                                                                         | Eintrag auf stolpersteine-hamburg.de |
| Karpfangerstraße 20 ·                            | Otto Schumann                         | Hier wohnte Otto Karl Schumann Jg. 1888 verhaftet 1935 Fuhlsbüttel 1944 KZ Neuengamme tot 3.5.1945 MS ‚Cap Arcona‘                                                                            |                                                                         | Eintrag auf stolpersteine-hamburg.de Ein weiterer Stolperstein befinden sich in Hamburg-Altstadt.                                                                |
| Kohlhöfen 8 ·                                    | Theodor Wolff Bloch                   | Hier wohnte Theodor Wolff Bloch Jg. 1884 ‚Schutzhaft‘ 1936 Strafanstalt Rendsburg deportiert 1942 Auschwitz ermordet 28.1.1943                                                                |                                                                         | Eintrag auf stolpersteine-hamburg.de |
| Kohlhöfen 9 ·                                    | Helmuth Söllner                       | Hier wohnte Helmuth Söllner Jg. 1912 verhaftet KZ Neuengamme ermordet 6.2.1943 |                                                                         | Eintrag auf stolpersteine-hamburg.de |
| Kohlhöfen 18 ·                                   | Helene Fischer                        | Hier wohnte Helene Fischer Jg. 1888 eingewiesen 1941 Versorgungsheim Farmsen ‚verlegt‘ 25.3.1941 Heilanstalt Meseritz-Obrawalde ermordet 5.3.1943                                             |                                                                         | Eintrag auf stolpersteine-hamburg.de |
| Krayenkamp 18 ·                                  | Bernhard Reiss                        | Hier wohnte Bernhard Reiss Jg. 1871 eingewiesen 1940 Heilanstalt Langenhorn ‚verlegt‘ 23.9.1940 Brandenburg ermordet 23.9.1940 ‚Aktion T4‘                                                    |                                                                         | Eintrag auf stolpersteine-hamburg.de verlegt an der Ecke Krayenkamp/Wincklerstraße                                                                               |
| Kurze Straße 10 ·                                | Bernhard Elias                        | Hier wohnte Bernhard Elias Jg. 1875 deportiert 1941 ermordet in Minsk |                                                                         | Eintrag auf stolpersteine-hamburg.de |
| Kurze Straße 10 ·                                | Frieda Polack                         | Hier wohnte Frieda Polack Jg. 1897 deportiert 1941 Riga-Jungfernhof ermordet |                                                                         | Eintrag auf stolpersteine-hamburg.de |
| Kurze Straße 10 ·                                | Hirsch Isaac Polack                   | Hier wohnte Hirsch Isaac Polack Jg. 1867 deportiert 1941 Riga-Jungfernhof ermordet |                                                                         | Eintrag auf stolpersteine-hamburg.de |
| Kurze Straße 31 ·                                | William Robert Dabelstein             | Hier wohnte William Robert Dabelstein Jg. 1898 inhaftiert 1936 Börgermoor misshandelt tot 30.1.1943                                                                                           |                                                                         | Eintrag auf stolpersteine-hamburg.de |
| Kurze Straße 31 ·                                | Wilhelm Dengler                       | Hier wohnte Wilhelm Dengler Jg. 1892 verhaftet 1937/41 KZ Fuhlsbüttel KZ Neuengamme tot 3.5.1945                                                                                              |                                                                         | Eintrag auf stolpersteine-hamburg.de |
| Ludwig-Erhard-Straße 14–16 (eh. Sägerplatz 31) · | Peter Andreas                         | Hier wohnte Peter Andreas Jg. 1890 deportiert KZ Neuengamme ermordet 3.5.1945 | Stolperstein für Peter Andreas, Ludwig-Erhardt-Str. in Hamburg-Neustadt | Eintrag auf stolpersteine-hamburg.de |
| Ludwig-Erhard-Straße 22 ·                        | Heinrich Hartmann                     | Hier wohnte Heinrich Hartmann Jg. 1890 verhaftet KZ Neuengamme ermordet 30.1.1943 |                                                                         | Eintrag auf stolpersteine-hamburg.de |
| Markusstraße 7 ·                                 | Rosalie Dietzmann geb. Marcus         | Hier wohnte Rosalie Dietzmann geb. Marcus Jg. 1899 deportiert 1942 Theresienstadt 1944 Auschwitz ermordet                                                                                     |                                                                         | Eintrag auf stolpersteine-hamburg.de |
| Markusstraße 7 ·                                 | Dina Marcus geb. Simon                | Hier wohnte Dina Marcus geb. Simon Jg. 1874 deportiert 1942 Theresienstadt 1942 Treblinka ermordet                                                                                            |                                                                         | Eintrag auf stolpersteine-hamburg.de |
| Markusstraße 7 ·                                 | Gustav Marcus                         | Hier wohnte Gustav Marcus Jg. 1872 deportiert 1942 Theresienstadt 1942 Treblinka ermordet |                                                                         | Eintrag auf stolpersteine-hamburg.de |
| Markusstraße 10 ·                                | Max Aron                              | Hier wohnte Max Aron Jg. 1869 deportiert 1942 Theresienstadt 1942 Treblinka ermordet |                                                                         | Eintrag auf stolpersteine-hamburg.de |
| Markusstraße 10 ·                                | Rachel Johanna Aron geb. Hurtig       | Hier wohnte Rachel Johanna Aron geb. Hurtig Jg. 1869 deportiert 1942 Theresienstadt 1942 Treblinka ermordet                                                                                   |                                                                         | Eintrag auf stolpersteine-hamburg.de |
| Markusstraße 10 ·                                | Wilhelm Bünger                        | Hier wohnte Wilhelm Bünger Jg. 1886 verhaftet KZ Gusen ermordet 26.1.1943 |                                                                         | Eintrag auf stolpersteine-hamburg.de |
| Markusstraße 10 ·                                | Jette Heymann geb. Katz               | Hier wohnte Jette Heymann geb. Katz Jg. 1881 deportiert 1942 Auschwitz ermordet |                                                                         | Eintrag auf stolpersteine-hamburg.de |
| Markusstraße 10 ·                                | Moses Hirsch Korzuch                  | Hier wohnte Moses Hirsch Korzuch Jg. 1901 verhaftet 1939 KZ Fuhlsbüttel 1940 Sachsenhausen Ravensbrück ermordet 25.3.1942                                                                     |                                                                         | Eintrag auf stolpersteine-hamburg.de |
| Markusstraße 10 ·                                | Alfred Neumann                        | Hier wohnte Alfred Neumann Jg. 1920 'Schutzhaft' 1938 Gefängnis Fuhlsbüttel deportiert 1941 Łodz/Litzmannstadt ermordet                                                                       |                                                                         | Eintrag auf stolpersteine-hamburg.de |
| Markusstraße 10 ·                                | Judis Neumann                         | Hier wohnte Judis Neumann geb. 21.5.1940 deportiert 1941 Łodz/Litzmannstadt ermordet |                                                                         | Eintrag auf stolpersteine-hamburg.de |
| Markusstraße 10 ·                                | Uri Neumann                           | Hier wohnte Uri Neumann geb. 14.7.1941 deportiert 1941 Łodz/Litzmannstadt ermordet |                                                                         | Eintrag auf stolpersteine-hamburg.de |
| Markusstraße 10 ·                                | Ursula Neumann geb. Rosenblum         | Hier wohnte Ursula Neumann geb. Rosenblum Jg. 1922 deportiert 1941 Łodz/Litzmannstadt ermordet                                                                                                |                                                                         | Eintrag auf stolpersteine-hamburg.de |
| Markusstraße 10 ·                                | Margot Rosenblum                      | Hier wohnte Margot Rosenblum Jg. 1917 deportiert 1941 Minsk ermordet |                                                                         | Eintrag auf stolpersteine-hamburg.de |
| Markusstraße 10 ·                                | Paul Günther Rosenblum                | Hier wohnte Paul Günther Rosenblum Jg. 1919 deportiert 1941 Minsk ermordet |                                                                         | Eintrag auf stolpersteine-hamburg.de |
| Markusstraße 10 ·                                | Siegfried Rosenblum                   | Hier wohnte Siegfried Rosenblum Jg. 1886 'Schutzhaft' 1938 Sachsenhausen deportiert 1941 Minsk ermordet                                                                                       |                                                                         | Eintrag auf stolpersteine-hamburg.de |
| Markusstraße 10 ·                                | Albert Zirz                           | Hier wohnte Albert Zirz Jg. 1900 verhaftet KZ Neuengamme ermordet 9.12.1942 |                                                                         | Eintrag auf stolpersteine-hamburg.de |
| Markusstraße 10 ·                                | Anna Zlotnik                          | Hier wohnte Anna Zlotnik Jg. 1902 deportiert 1941 ermordet in Łodz/Litzmannstadt |                                                                         | Eintrag auf stolpersteine-hamburg.de |
| Markusstraße 10 ·                                | Joseph Zlotnik                        | Hier wohnte Joseph Zlotnik Jg. 1938 deportiert 1941 Łodz/Litzmannstadt ermordet in Chelmno/Kulmhof                                                                                            |                                                                         | Eintrag auf stolpersteine-hamburg.de |
| Markusstraße 11 ·                                | Emil Mohr                             | Hier wohnte Emil Mohr Jg. 1894 verhaftet 1941 KZ Buchenwald tot 1944 |                                                                         | Eintrag auf stolpersteine-hamburg.de |
| Markusstraße ggü. Nr. 15 ·                       | Handeltje Elias geb. Cohen            | Hier wohnte Handeltje Elias geb. Cohen Jg. 1873 deportiert 1943 Theresienstadt ermordet 20.11.1943                                                                                            |                                                                         | Eintrag auf stolpersteine-hamburg.de |
| Markusstraße ggü. Nr. 15 ·                       | Helmuth Elias                         | Hier wohnte Helmuth Elias Jg. 1936 deportiert 1941 Riga ermordet |                                                                         | Eintrag auf stolpersteine-hamburg.de |
| Markusstraße ggü. Nr. 15 ·                       | Selma Elias                           | Hier wohnte Selma Elias Jg. 1904 deportiert 1941 Riga ermordet |                                                                         | Eintrag auf stolpersteine-hamburg.de |
| Markusstraße 17 ·                                | Peter Lemmer                          | Hier wohnte Peter Lemmer Jg. 1895 eingewiesen Landesheilanstalt Bernburg ermordet 22.6.1942                                                                                                   |                                                                         | Eintrag auf stolpersteine-hamburg.de |
| Martin-Luther-Straße 7 ·                         | Friedrich Lux                         | Hier wohnte Friedrich Lux Jg. 1892 im Widerstand verhaftet 1933 KZ Fuhlsbüttel misshandelt in Gestapo-Zentrale tot 6.11.1933                                                                  |                                                                         | Eintrag auf stolpersteine-hamburg.de Ein weiterer Stolperstein befindet sich in Hamburg-Altstadt.                                                                |
| Martin-Luther-Straße 8 ·                         | Betty Gerisch geb. Meyer              | Hier wohnte Betty Gerisch geb. Meyer Jg. 1873 deportiert 1942 Theresienstadt 1944 Auschwitz ermordet                                                                                          |                                                                         | Eintrag auf stolpersteine-hamburg.de |
| Martin-Luther-Straße 20 ·                        | Peter Jürs                            | Hier wohnte Peter Jürs Jg. 1895 verhaftet 29.61940 KZ Fuhlsbüttel 1941 Zuchthaus Bremen-Oslebshausen ertrunken 3.5.1945 MS Cap Arcona                                                         |                                                                         | Eintrag auf stolpersteine-hamburg.de |
| Martin-Luther-Straße 21 ·                        | Adolf Maurice Ruben                   | Hier wohnte Adolf Maurice Ruben Jg. 1863 deportiert 1942 Theresienstadt ermordet 1942 Treblinka                                                                                               |                                                                         | Eintrag auf stolpersteine-hamburg.de |
| Martin-Luther-Straße 25 ·                        | Ella Marvanykö geb. Italiener         | Hier wohnte Ella Marvanykö geb. Italiener Jg. 1899 deportiert 1941 Riga ermordet |                                                                         | Eintrag auf stolpersteine-hamburg.de |
| Martin-Luther-Straße 25 ·                        | Ilonka Rebecca Marvanykö              | Hier wohnte Ilonka Rebecca Marvanykö Jg. 1922 deportiert 1941 Riga ermordet |                                                                         | Eintrag auf stolpersteine-hamburg.de |
| Martin-Luther-Straße 25 ·                        | Mariza Eva Marvanykö                  | Hier wohnte Mariza Eva Marvanykö Jg. 1927 deportiert 1941 Riga ermordet |                                                                         | Eintrag auf stolpersteine-hamburg.de |
| Michaelisstraße 18 ·                             | Jacob Merten                          | Hier wohnte Jacob Merten Jg. 1868 verhaftet 1939 ‚Rassenschande‘ Gefängnis Fuhlsbüttel 1943 KZ Fuhlsbüttel deportiert 1943 ermordet in Auschwitz                                              | Stolperstein für Jacob Merten, Michaelisstr. 18 in Hamburg-Neustadt     | Eintrag auf stolpersteine-hamburg.de |
| Michaelisstraße 22 ·                             | Hermann Wellendorf                    | Hier wohnte Hermann Wellendorf Jg. 1903 verhaftet 1937 KZ Fuhlsbüttel 1943 Neuengamme ermordet 3.4.1943 Außenlager Salzgitter-Drütte                                                          |                                                                         | Eintrag auf stolpersteine-hamburg.de |
| Michaelisstraße 38 ·                             | Erna Schuchardt                       | Hier wohnte Erna Schuchardt Jg. 1930 eingewiesen 1935 Alsterdorfer Anstalten ‚verlegt‘ 1943 Heil- und Pflegeanstalt Am Steinhof/Wien ermordet 24.5.1944                                       |                                                                         | Eintrag auf stolpersteine-hamburg.de |
| Neanderstraße Ecke Ludwig-Erhard-Straße ·        | Minna Lang geb. Holz                  | Hier wohnte Minna Lang geb. Holz verw. Brandt Jg. 1863 deportiert 1942 Theresienstadt ermordet 20.5.1943                                                                                      |                                                                         | Eintrag auf stolpersteine-hamburg.de |
| Neanderstraße 16 ·                               | Helene Schwarz                        | Hier wohnte Helene Schwarz geb. Edinger Jg. 1877 deportiert 1941 Riga ermordet |                                                                         | Eintrag auf stolpersteine-hamburg.de |
| Neanderstraße 16 ·                               | Max Schwarz                           | Hier wohnte Max Schwarz Jg. 1902 Flucht Frankreich interniert Pithiviers deportiert 1942 ermordet in Auschwitz                                                                                |                                                                         | Eintrag auf stolpersteine-hamburg.de |
| Neanderstraße 22 ·                               | Betty Lippmann                        | Hier wohnte Betty Lippmann Jg. 1878 eingewiesen 1940 Heilanstalt Langenhorn ‚verlegt‘ 23.9.1940 Brandenburg ermordet 23.9.1940 ‚Aktion T4‘                                                    |                                                                         | Eintrag auf stolpersteine-hamburg.de |
| Neanderstraße 22 ·                               | Emilie Polack geb. Koopmann           | Hier wohnte Emilie Polack geb. Koopmann Jg. 1866 deportiert 1942 Theresienstadt ermordet 4.9.1942                                                                                             |                                                                         | Eintrag auf stolpersteine-hamburg.de |
| Neanderstraße 22 ·                               | Joseph Polack                         | Hier wohnte Joseph Polack Jg. 1867 deportiert 1942 Theresienstadt 1942 Treblinka ermordet |                                                                         | Eintrag auf stolpersteine-hamburg.de |
| Neanderstraße 35 ·                               | Albert von Halle                      | Hier wohnte Albert von Halle Jg. 1876 deportiert 1941 Riga ermordet |                                                                         | Eintrag auf stolpersteine-hamburg.de |
| Neanderstraße 35 ·                               | Rosa von Halle geb. Löwenthal         | Hier wohnte Rosa von Halle geb. Löwenthal Jg. 1876 deportiert 1941 Riga ermordet |                                                                         | Eintrag auf stolpersteine-hamburg.de |
| Neue ABC-Straße 3 ·                              | Julius Löw                            | Hier wohnte Julius Löw Jg. 1873 deportiert 1941 Riga ermordet |                                                                         | Eintrag auf stolpersteine-hamburg.de |
| Neuer Jungfernstieg 8–14 ·                       | Harald Seligmann                      | Hier arbeitete als Nachtportier von 1925 bis 1938 Harald Seligmann Jg. 1886 Schutzhaft 1941 KZ Neuengamme ermordet 26.6.1942                                                                  |                                                                         | Eintrag auf stolpersteine-hamburg.de Ein weiterer Stolperstein befindet sich in Hamburg-Uhlenhorst.                                                              |
| Neuer Steinweg 2 a–d ·                           | Leontine Kreeker                      | Hier wohnte Leontine Kreeker Jg. 1884 eingewiesen 1943 Heilanstalt Am Steinhof Wien ermordet 28.5.1945                                                                                        |                                                                         | Eintrag auf stolpersteine-hamburg.de |
| Neuer Steinweg 6 ·                               | Paula Lewald geb. Salomon             | Hier wohnte Paula Lewald geb. Salomon Jg. 1904 deportiert 1941 ermordet in Minsk |                                                                         | Eintrag auf stolpersteine-hamburg.de |
| Neuer Steinweg 6 ·                               | Ursula Salomon                        | Hier wohnte Ursula Salomon Jg. 1934 deportiert 1941 ermordet in Minsk |                                                                         | Eintrag auf stolpersteine-hamburg.de |
| Neuer Steinweg 20 ·                              | Clara Boldes geb. Goldstein           | Hier wohnte Clara Boldes geb. Goldstein Jg. 1882 deportiert 1941 ermordet in Minsk |                                                                         | Eintrag auf stolpersteine-hamburg.de |
| Neuer Steinweg 20 ·                              | Jacob Boldes                          | Hier wohnte Jacob Boldes Jg. 1887 deportiert 1941 ermordet in Minsk |                                                                         | Eintrag auf stolpersteine-hamburg.de |
| Neuer Steinweg 20 ·                              | Margarethe Ruth Goldstein             | Hier wohnte Margarethe Ruth Goldstein Jg. 1909 deportiert 1941 Łodz/Litzmannstadt Chelmno/Kulmhof ermordet 23.5.1942                                                                          |                                                                         | Eintrag auf stolpersteine-hamburg.de |
| Neuer Steinweg 20 ·                              | Ernst Lissauer                        | Hier wohnte Ernst Lissauer Jg. 1918 'Schutzhaft' 1938 Sachsenhausen deportiert 1941 Łodz/Litzmannstadt 1942 Chelmno/Kulmhof ermordet Mai 1942                                                 |                                                                         | Eintrag auf stolpersteine-hamburg.de |
| Neuer Steinweg 20 ·                              | Fanny Salomon                         | Hier wohnte Fanny Salomon Jg. 1882 deportiert 1941 Riga-Jungfernhof ermordet |                                                                         | Eintrag auf stolpersteine-hamburg.de |
| Neuer Steinweg 20 ·                              | Rosa Salomon                          | Hier wohnte Rosa Salomon Jg. 1879 deportiert 1941 Riga-Jungfernhof ermordet |                                                                         | Eintrag auf stolpersteine-hamburg.de |
| Neuer Steinweg 26 ·                              | Ella Lübeck                           | Hier wohnte Ella Lübeck Jg. 1883 eingewiesen 1940 Heilanstalt Langenhorn ‚verlegt‘ 23.9.1940 Brandenburg ermordet 23.9.1940 ‚Aktion T4‘                                                       |                                                                         | Eintrag auf stolpersteine-hamburg.de |
| Neuer Wall 19 ·                                  | Benno Hirschfeld                      | Hier arbeitete Benno Hirschfeld Jg. 1879 verhaftet 1943 KZ Fuhlsbüttel deportiert 1943 Auschwitz ermordet 10.4.1945 Buchenwald                                                                |                                                                         | Eintrag auf stolpersteine-hamburg.de Ein weiterer Stolperstein befindet sich in Hamburg-Harvestehude.                                                            |
| Neuer Wall 19 ·                                  | Kurt Manfred Hirschfeld               | Hier arbeitete Kurt Manfred Hirschfeld Jg. 1922 verhaftet 1944 KZ Fuhlsbüttel 1944 Neuengamme ermordet 28.1.1945                                                                              |                                                                         | Eintrag auf stolpersteine-hamburg.de Ein weiterer Stolperstein befindet sich in Hamburg-Harvestehude.                                                            |
| Neuer Wall 32 ·                                  | Walter Ludwig Samuel                  | Hier arbeitete Dr. Walter Ludwig Samuel Jg. 1875 Rechtsanwalt gedemütigt/entrechtet Flucht in den Tod 25.3.1943                                                                               |                                                                         | Eintrag auf stolpersteine-hamburg.de Weitere Stolpersteine befinden sich in Hamburg-Altstadt und Hamburg-Harvestehude.                                           |
| Neuer Wall 36 ·                                  | Martha Bock geb. Laboschin            | Hier wohnte Martha Bock geb. Laboschin Jg. 1882 deportiert 1941 Riga-Jungfernhof ermordet |                                                                         | Eintrag auf stolpersteine-hamburg.de |
| Neuer Wall 36 ·                                  | Rudolf Bock                           | Hier wohnte Rudolf Bock Jg. 1875 deportiert 1941 Riga-Jungfernhof ermordet |                                                                         | Eintrag auf stolpersteine-hamburg.de |
| Neustädter Straße (ggü. Rudolf-Roß-Schule) ·     | Max Magnus                            | Hier wohnte Max Magnus Jg. 1862 deportiert 1942 Theresienstadt ermordet 13.1.1944 |                                                                         | Eintrag auf stolpersteine-hamburg.de |
| Neustädter Straße 31 ·                           | Günther Brackemeier                   | Günther Brackemeier Jg. 1914 verhaftet 1941 KZ Neuengamme MS Cap Arcona |                                                                         | Eintrag auf stolpersteine-hamburg.de |
| Neustädter Straße 31 ·                           | Helmut Büdgen                         | Helmut Büdgen Jg. 1902 verhaftet Buchenwald Dachau KZ Neuengamme ermordet 11.5.1943 Außenlager Bremen                                                                                         |                                                                         | Eintrag auf stolpersteine-hamburg.de |
| Neustädter Straße 31 ·                           | Walter Cardis                         | Walter Cardis Jg. 1888 verhaftet KZ Neuengamme ermordet 7.4.1943 |                                                                         | Eintrag auf stolpersteine-hamburg.de |
| Neustädter Straße 31 ·                           | Wilhelm Christen                      | Wilhelm Christen Jg. 1907 verhaftet 1936 Mauthausen Sachsenhausen Neuengamme tot an Haftfolgen 3.6.1945                                                                                       |                                                                         | Eintrag auf stolpersteine-hamburg.de |
| Neustädter Straße 31 ·                           | Karl Drischler                        | Karl Drischler Jg. 1905 verhaftet 1936/37/38 KZ Fuhlsbüttel Strafgefangenenlager Griebo bei Coswig ermordet 8.1.1941                                                                          |                                                                         | Eintrag auf stolpersteine-hamburg.de |
| Neustädter Straße 31 ·                           | Walter Hoffmann                       | Walter Hoffmann Jg. 1895 verhaftet 1938 KZ Fuhlsbüttel Sachsenhausen ermordet 13.2.1940 |                                                                         | Eintrag auf stolpersteine-hamburg.de |
| Neustädter Straße 31 ·                           | Kurt Jensen                           | Kurt Jensen Jg. 1912 verhaftet 1937 KZ Fuhlsbüttel kastriert 1938 Sachsenhausen ermordet 20.1.1940                                                                                            |                                                                         | Eintrag auf stolpersteine-hamburg.de |
| Neustädter Straße 31 ·                           | Johann Kurz                           | Johann Kurz Jg. 1911 mehrmals verhaftet zuletzt 1939 Sachsenhausen Dachau ermordet 5.12.1942 Natzweiler                                                                                       |                                                                         | Eintrag auf stolpersteine-hamburg.de |
| Neustädter Straße 31 ·                           | Johannes Lehnau                       | Johannes Lehnau Jg. 1902 ‚Heil- und Pflegeanstalt‘ Langenhorn ermordet 15.5.1939 |                                                                         | Eintrag auf stolpersteine-hamburg.de |
| Neustädter Straße 31 ·                           | Walter Makowski                       | Walter Makowski Jg. 1915 verhaftet KZ Neuengamme ermordet 29.12.1941 |                                                                         | Eintrag auf stolpersteine-hamburg.de |
| Neustädter Straße 31 ·                           | Fritz Marquardt                       | Fritz Marquardt Jg. 1916 verhaftet 1936/38 KZ Fuhlsbüttel KZ Dora-Mittelbau ermordet 3.4.1944                                                                                                 |                                                                         | Eintrag auf stolpersteine-hamburg.de |
| Neustädter Straße 31 ·                           | Karl-Heinz Rothbart                   | Karl-Heinz Rothbart Jg. 1914 verhaftet 1938/39 KZ Fuhlsbüttel KZ Neuengamme ermordet 2.4.1943                                                                                                 |                                                                         | Eintrag auf stolpersteine-hamburg.de |
| Neustädter Straße 31 ·                           | August Schlösser                      | August Schlösser Jg. 1914 mehrmals verhaftet zuletzt 1936 Buchenwald Außenlager Langenstein-Zwieberge ermordet 2.3.1945                                                                       |                                                                         | Eintrag auf stolpersteine-hamburg.de |
| Neustädter Straße 31 ·                           | Franz Schwarzl                        | Franz Schwarzl Jg. 1879 verhaftet KZ Mauthausen ermordet 23.3.1943 |                                                                         | Eintrag auf stolpersteine-hamburg.de Ein weiterer Stolperstein befindet sich in Graz.                                                                            |
| Neustädter Straße 31 ·                           | Elmar Wagner                          | Elmar Wagner Jg. 1884 KZ Sachsenhausen ermordet 10.7.1942 |                                                                         | Eintrag auf stolpersteine-hamburg.de |
| Neustädter Straße 31 ·                           | Albert Wölck                          | Albert Wölck Jg. 1912 gedemütigt/entrechtet Flucht in den Tod 1939 |                                                                         | Eintrag auf stolpersteine-hamburg.de |
| Pasmannstraße ggü. Nr. 8 ·                       | Karl Schober                          | Hier wohnte Karl Schober Jg. 1880 gedemütigt/entrechtet Flucht in den Tod 19. Nov. 1941 |                                                                         | Eintrag auf stolpersteine-hamburg.de |
| Pasmannstraße ggü. Nr. 8 ·                       | Ruth Prause geb. Jacobson             | Hier wohnte Ruth Prause geb. Jacobson Jg. 1898 gedemütigt/entrechtet Flucht in den Tod 19.11.1941                                                                                             |                                                                         | Eintrag auf stolpersteine-hamburg.de |
| Pastorenstraße 7 ·                               | Senta Gertrud Joseph                  | Hier wohnte Senta Gertrud Joseph Jg. 1902 deportiert 1943 Theresienstadt 1944 Auschwitz ermordet                                                                                              |                                                                         | Eintrag auf stolpersteine-hamburg.de |
| Peterstraße 10 ·                                 | Jacob Cohn                            | Hier wohnte Jacob Cohn Jg. 1884 ‚Schutzhaft‘ 1938 Dachau deportiert 1941 Łodz/Litzmannstadt ermordet 8.2.1942                                                                                 |                                                                         | Eintrag auf stolpersteine-hamburg.de |
| Peterstraße 10 ·                                 | Rosa Cohn geb. Lippmann               | Hier wohnte Rosa Cohn geb. Lippmann Jg. 1895 deportiert 1941 Łodz/Litzmannstadt ermordet Mai 1942 Chelmno/Kulmhof                                                                             |                                                                         | Eintrag auf stolpersteine-hamburg.de |
| Peterstraße 10 ·                                 | David Elias                           | Hier wohnte David Elias Jg. 1872 deportiert 1942 Theresienstadt 1942 Treblinka ermordet |                                                                         | Eintrag auf stolpersteine-hamburg.de |
| Peterstraße 10 ·                                 | Gertrud Frank                         | Hier wohnte Gertrud Frank Jg. 1902 deportiert 1941 ermordet in Minsk |                                                                         | Eintrag auf stolpersteine-hamburg.de |
| Peterstraße 10 ·                                 | Helene Frank                          | Hier wohnte Helene Frank Jg. 1907 deportiert 1941 ermordet in Minsk |                                                                         | Eintrag auf stolpersteine-hamburg.de |
| Peterstraße 10 ·                                 | Julie Frank geb. Weinberg             | Hier wohnte Julie Frank geb. Weinberg Jg. 1874 deportiert 1941 ermordet in Minsk |                                                                         | Eintrag auf stolpersteine-hamburg.de |
| Peterstraße 10 ·                                 | Ignatz Holstein                       | Hier wohnte Ignatz Holstein Jg. 1900 ‚Schutzhaft‘ 1939 Sachsenhausen deportiert 1941 ermordet in Łodz/Litzmannstadt                                                                           |                                                                         | Eintrag auf stolpersteine-hamburg.de |
| Peterstraße 10 ·                                 | Ingeborg Holstein geb. Cohn           | Hier wohnte Ingeborg Holstein geb. Cohn Jg. 1916 deportiert 1941 Łodz/Litzmannstadt ermordet Mai 1942                                                                                         |                                                                         | Eintrag auf stolpersteine-hamburg.de |
| Peterstraße 10 ·                                 | Hermann Weinberg                      | Hier wohnte Hermann Weinberg Jg. 1888 verhaftet 1942 KZ Fuhlsbüttel Gefängnis Glasmoor deportiert 1942 Auschwitz ermordet 23.1.1943                                                           |                                                                         | Eintrag auf stolpersteine-hamburg.de |
| Peterstraße 28 ·                                 | Anna Eismann geb. Hustedt             | Hier wohnte Anna Eismann geb. Hustedt Jg. 1903 verhaftet 1938 Ravensbrück deportiert Auschwitz ermordet 5.10.1942                                                                             |                                                                         | Eintrag auf stolpersteine-hamburg.de |
| Peterstraße 33 ·                                 | Joel Abrahamssohn                     | Hier wohnte Joel Abrahamssohn Jg. 1869 deportiert 1942 Theresienstadt 1942 Treblinka ermordet                                                                                                 |                                                                         | Eintrag auf stolpersteine-hamburg.de |
| Peterstraße 33 ·                                 | Norbert Abrahamssohn                  | Hier wohnte Norbert Abrahamssohn Jg. 1916 Flucht 1936 Holland deportiert Mauthausen ermordet 30.9.1941                                                                                        |                                                                         | Eintrag auf stolpersteine-hamburg.de |
| Peterstraße 33 ·                                 | Pauline Abrahamssohn geb. Meyer       | Hier wohnte Pauline Abrahamssohn geb. Meyer Jg. 1872 deportiert 1942 Theresienstadt 1942 Treblinka ermordet                                                                                   |                                                                         | Eintrag auf stolpersteine-hamburg.de |
| Peterstraße 33 ·                                 | Jenny Becker geb. Abrahamssohn        | Hier wohnte Jenny Becker geb. Abrahamssohn Jg. 1904 deportiert 1942 Auschwitz ermordet |                                                                         | Eintrag auf stolpersteine-hamburg.de |
| Peterstraße 33 ·                                 | Ludwig Becker                         | Ludwig Becker Jg. 1907 deportiert 1941 Minsk ermordet |                                                                         | Eintrag auf stolpersteine-hamburg.de |
| Peterstraße 33 ·                                 | Uri Becker                            | Uri Becker Jg. 1941 deportiert 1942 Auschwitz ermordet |                                                                         | Eintrag auf stolpersteine-hamburg.de |
| Peterstraße 33 ·                                 | Jeanette Freundlich                   | Hier wohnte Jeanette Freundlich Jg. 1873 deportiert 1943 Theresienstadt ermordet 3.8.1943 |                                                                         | Eintrag auf stolpersteine-hamburg.de |
| Peterstraße 33 ·                                 | Hugo Gowa                             | Hier wohnte Hugo Gowa Jg. 1877 deportiert 1941 Minsk ermordet |                                                                         | Eintrag auf stolpersteine-hamburg.de |
| Peterstraße 33 ·                                 | Else Grossmeyer geb. Abrahamssohn     | Hier wohnte Else Grossmeyer geb. Abrahamssohn Jg. 1906 Flucht 1933 Holland deportiert 1943 Sobibor ermordet                                                                                   |                                                                         | Eintrag auf stolpersteine-hamburg.de |
| Peterstraße 33 ·                                 | Erwin Grossmeyer                      | Erwin Grossmeyer Jg. 1942 geboren in Holland deportiert 1943 Sobibor ermordet |                                                                         | Eintrag auf stolpersteine-hamburg.de |
| Peterstraße 33 ·                                 | Hugo Grossmeyer                       | Hugo Grossmeyer Jg. 1903 Heirat in Holland deportiert 1943 Sobibor ermordet |                                                                         | Eintrag auf stolpersteine-hamburg.de |
| Peterstraße 33 ·                                 | Louise Simon geb. Gowa                | Hier wohnte Louise Simon geb. Gowa Jg. 1878 deportiert 1941 Riga ermordet |                                                                         | Eintrag auf stolpersteine-hamburg.de |
| Peterstraße 35 ·                                 | Paula Franziska Hoppe                 | Hier wohnte Paula Franziska Hoppe Jg. 1914 eingewiesen 1943 Heilanstalt Am Steinhof Wien ermordet 28.5.1945                                                                                   |                                                                         | Eintrag auf stolpersteine-hamburg.de |
| Peterstraße 36 ·                                 | Minna Czipe Rimberg                   | Hier wohnte Minna Czipe Rimberg Jg. 1883 überfallen 25.12.1941 tot an den Folgen 27.12.1941                                                                                                   |                                                                         | Eintrag auf stolpersteine-hamburg.de |
| Pilatuspool 15 ·                                 | Delfred Jacob                         | Hier wohnte Delfred Jacob Jg. 1883 deportiert 1941 ermordet in Minsk |                                                                         | Eintrag auf stolpersteine-hamburg.de |
| Pilatuspool 15 ·                                 | Jenny Jacob geb. Hammerschlag         | Hier wohnte Jenny Jacob geb. Hammerschlag Jg. 1886 deportiert 1941 ermordet in Minsk |                                                                         | Eintrag auf stolpersteine-hamburg.de |
| Poolstraße 7 ·                                   | Albert Behrend                        | Hier wohnte Albert Behrend Jg. 1891 deportiert 1941 Łodz ermordet 10.1.1942 |                                                                         | Eintrag auf stolpersteine-hamburg.de |
| Poolstraße 7 ·                                   | Jean Ignatz Herr                      | Hier wohnte Jean Ignatz Herr Jg. 1874 eingewiesen 1943 Heilanstalt Mainkofen tot an Folgen 9.7.1945                                                                                           |                                                                         | Eintrag auf stolpersteine-hamburg.de |
| Poolstraße 12 ·                                  | Chaim Moses Zuckermann                | Hier wohnte Chaim Moses Zuckermann Jg. 1884 Flucht 1938 Polen deportiert ermordet in Auschwitz                                                                                                |                                                                         | Eintrag auf stolpersteine-hamburg.de |
| Poolstraße 12 ·                                  | Liba Zuckermann geb. Majteles         | Hier wohnte Liba Zuckermann geb. Majteles Jg. 1886 Flucht 1938 Polen deportiert ermordet in Auschwitz                                                                                         |                                                                         | Eintrag auf stolpersteine-hamburg.de |
| Poolstraße 12 ·                                  | Mathilde Zuckermann geb. Elias        | Hier wohnte Mathilde Zuckermann geb. Elias Jg. 1905 eingewiesen 1939 Heilanstalt Langenhorn ‚verlegt‘ 23.9.1940 Brandenburg ermordet 23.9.1940 ‚Aktion T4‘                                    |                                                                         | Eintrag auf stolpersteine-hamburg.de |
| Poolstraße 12 ·                                  | Miriam Zuckermann                     | Hier wohnte Miriam Zuckermann Jg. 1917 Flucht 1938 Polen deportiert ermordet in Auschwitz |                                                                         | Eintrag auf stolpersteine-hamburg.de |
| Poolstraße 12 ·                                  | Ruchla Zuckermann                     | Hier wohnte Ruchla Zuckermann Jg. 1912 Flucht 1938 Polen deportiert ermordet in Auschwitz |                                                                         | Eintrag auf stolpersteine-hamburg.de |
| Poolstraße 14 ·                                  | Elfriede Lohse-Wächtler geb. Wächtler | Hier wohnte Elfriede Lohse-Wächtler geb. Wächtler Jg. 1899 eingewiesen 1932 Heilanstalt Arnsdorf ‚verlegt‘ 31.7.1940 Pirna-Sonnenstein ermordet 31.7.1940 ‚Aktion T4‘                         |                                                                         | Eintrag auf stolpersteine-hamburg.de |
| Poolstraße 20 ·                                  | Sophie Zippor Grevesmühl geb. Cohen   | Hier wohnte Sophie Zippor Grevesmühl geb. Cohen Jg. 1862 deportiert 1942 Theresienstadt ermordet 21.9.1942 Treblinka                                                                          |                                                                         | Eintrag auf stolpersteine-hamburg.de |
| Poolstraße 20 ·                                  | Edmund Ringert                        | Hier wohnte Edmund Ringert Jg. 1898 verhaftet 1938 KZ Fuhlsbüttel Neuengamme ermordet 23.8.1942                                                                                               |                                                                         | Eintrag auf stolpersteine-hamburg.de |
| Poolstraße 32 ·                                  | Bertha Zeckendorf geb. Hahn           | Hier wohnte Bertha Zeckendorf geb. Hahn Jg. 1880 Flucht 1938 Tschechoslowakei 1942 Theresienstadt deportiert Ghetto Zamosc ermordet                                                           |                                                                         | Eintrag auf stolpersteine-hamburg.de |
| Poolstraße 32 ·                                  | Otto Zeckendorf                       | Hier wohnte Otto Zeckendorf Jg. 1881 Flucht 1938 Tschechoslowakei 1942 Theresienstadt deportiert Ghetto Zamosc ermordet                                                                       |                                                                         | Eintrag auf stolpersteine-hamburg.de |
| Poolstraße 36 ·                                  | Max Israel                            | Hier wohnte Max Israel Jg. 1875 deportiert 1941 ermordet in Minsk |                                                                         | Eintrag auf stolpersteine-hamburg.de Ein weiterer Stolperstein befindet sich in Hamburg-Altstadt.                                                                |
| Poolstraße 41 ·                                  | David Hoffmann                        | Hier wohnte David Hoffmann Jg. 1877 deportiert 1941 Minsk |                                                                         | Eintrag auf stolpersteine-hamburg.de |
| Poolstraße 41 ·                                  | Gustav Leers                          | Hier wohnte Gustav Leers Jg. 1902 Flucht 1937 Holland 1942 Frankreich interniert Drancy deportiert 1942 Auschwitz ermordet 31.1.1944                                                          |                                                                         | Eintrag auf stolpersteine-hamburg.de |
| Poolstraße 41 ·                                  | James Isidor Pariser                  | Hier wohnte James Isidor Pariser Jg. 1872 deportiert 1942 Theresienstadt ermordet 27.10.1942                                                                                                  |                                                                         | Eintrag auf stolpersteine-hamburg.de |
| Poststraße 51 ·                                  | Arthur Dinemann                       | Hier wohnte Arthur Dinemann Jg. 1893 deportiert 1941 ermordet in Minsk |                                                                         | Eintrag auf stolpersteine-hamburg.de |
| Poststraße 51 ·                                  | Cornelia Dinemann geb. Weisz          | Hier wohnte Cornelia Dinemann geb. Weisz Jg. 1894 deportiert 1941 ermordet in Minsk |                                                                         | Eintrag auf stolpersteine-hamburg.de |
| Poststraße 51 ·                                  | Fanny Dinemann                        | Hier wohnte Fanny Dinemann Jg. 1932 deportiert 1942 Riga ermordet 22.10.1942 |                                                                         | Eintrag auf stolpersteine-hamburg.de |
| Rademachergang 15 ·                              | Wilhelm G. Volk                       | Hier wohnte Wilhelm G. Volk Jg. 1906 im Widerstand/RFB verhaftet 28.2.1933 falsche Verdächtigung Polizistenmord Untersuchungsgefängnis Holstenglacis hingerichtet 8.8.1933                    |                                                                         | Eintrag auf stolpersteine-hamburg.de |
| Rehhoffstraße 9 ·                                | Bertha Lange geb. Prösch              | Hier wohnte Bertha Lange geb. Prösch Jg. 1881 entrechtet/gedemütigt Flucht in den Tod 23.10.1937                                                                                              |                                                                         | Eintrag auf stolpersteine-hamburg.de |
| Rehhoffstraße 9 ·                                | Gotthold Lange                        | Hier wohnte Gotthold Lange Jg. 1883 entrechtet/gedemütigt Flucht in den Tod 23.10.1937 |                                                                         | Eintrag auf stolpersteine-hamburg.de |
| Rehhoffstraße 9 ·                                | Hans Lange                            | Hier wohnte Hans Lange Jg. 1918 entrechtet/gedemütigt Strafbataillon 999 tot 26.3.1944 |                                                                         | Eintrag auf stolpersteine-hamburg.de |
| Rothesoodstraße 7 ·                              | Johann Heinrich Dudda                 | Hier wohnte Johann Heinrich Dudda Jg. 1885 verhaftet KZ Fuhlsbüttel Flucht in den Tod 1.2.1938 in der Haft                                                                                    |                                                                         | Eintrag auf stolpersteine-hamburg.de |
| Rothesoodstraße 7 ·                              | Karl Jonny Westphal                   | Hier wohnte Karl Jonny Westphal Jg. 1921 eingewiesen 1924 Alsterdorfer Anstalten ‚verlegt‘ 1941 Gau-Heilanstalt Tiegenhof ermordet 12.2.1942                                                  |                                                                         | Eintrag auf stolpersteine-hamburg.de |
| Rothesoodstraße 7 ·                              | Max Bernhard Witt                     | Hier wohnte Max Bernhard Witt Jg. 1887 im Widerstand verhaftet 1934 KZ Fuhlsbüttel tot an Haftfolgen 24.10.1935 Universitätskrankenhaus Eppendorf                                             |                                                                         | Eintrag auf stolpersteine-hamburg.de |
| Seewartenstraße gegenüber Nr. 2 ·                | Arthur Schmidt                        | Hier wohnte Arthur Schmidt Jg. 1908 im Widerstand/KPD verhaftet 29.3.1933 ‚Vorbereitung Hochverrat‘ hingerichtet 19.5.1934 Gefängnis Holstenglacis                                            |                                                                         | Eintrag auf stolpersteine-hamburg.de ursprünglich Zeughausmarkt 30c, tatsächlich Seewartenstraße gegenüber Nr. 2 vor dem Gebhardthof (Nordseite)                 |
| Sievekingplatz 1 ·                               | Heinrich Basch                        | Hier arbeitete Heinrich Basch Jg. 1900 deportiert 1941 ermordet in Minsk |                                                                         | Eintrag auf stolpersteine-hamburg.de Ein weiterer Stolperstein befindet sich in Hamburg-Hoheluft-Ost.                                                            |
| Sievekingplatz 1 ·                               | Paul Blumenthal                       | Dr. Paul Blumenthal Amtsgerichtsrat Altona Jg. 1880 deportiert 1941 Minsk |                                                                         | Eintrag auf stolpersteine-hamburg.de Ein weiterer Stolperstein befindet sich in Hamburg-Eppendorf.                                                               |
| Sievekingplatz 1 ·                               | Franz Daus                            | Franz Daus Landrichter Jg. 1896 verhaftet in Norwegen 1942 KZ Sachsenhausen |                                                                         | Eintrag auf stolpersteine-hamburg.de Weitere Stolpersteine befinden sich in Hamburg-Rahlstedt, Hamburg-Wellingsbüttel und Bergen (Norwegen).                     |
| Sievekingplatz 1 ·                               | Hermann Moritz Falk                   | Dr. Hermann Moritz Falk Jg. 1874 Senatspräsident Flucht 1939 Frankreich tot 23.11.1939 Guéret                                                                                                 |                                                                         | Eintrag auf stolpersteine-hamburg.de Ein weiterer Stolperstein befindet sich in Hamburg-Winterhude.                                                              |
| Sievekingplatz 1 ·                               | Hermann Feiner                        | Dr. Hermann Feiner Landrichter Jg. 1894 Flucht in den Tod 5.7.1935 |                                                                         | Eintrag auf stolpersteine-hamburg.de Ein weiterer Stolperstein befindet sich in Hamburg-Winterhude.                                                              |
| Sievekingplatz 1 ·                               | Richard Hoffmann                      | Dr. Richard Hoffmann Landgerichtsdirektor Jg. 1882 deportiert 1941 Łodz ermordet 14.3.1943 |                                                                         | Eintrag auf stolpersteine-hamburg.de |
| Sievekingplatz 1 ·                               | Kurt Ledien                           | Dr. Kurt Ledien Amtsgerichtsrat Altona Weiße Rose Jg. 1893 inhaftiert KZ Neuengamme ermordet 23.4.1945                                                                                        |                                                                         | Eintrag auf stolpersteine-hamburg.de Ein weiterer Stolperstein befindet sich in Hamburg-Ottensen.                                                                |
| Sievekingplatz 1 ·                               | Lambert Leopold                       | Lambert Leopold Landrichter Jg. 1890 deportiert 1941 Łodz ermordet 1942 in Chelmno |                                                                         | Eintrag auf stolpersteine-hamburg.de Ein weiterer Stolperstein befindet sich in Hamburg-Harvestehude.                                                            |
| Sievekingplatz 1 ·                               | Wilhelm Prochownik                    | Dr. Wilhelm Prochownik Oberlandesgerichtsrat Jg. 1878 inhaftiert KZ Fuhlsbüttel ermordet 27.3.1943                                                                                            |                                                                         | Eintrag auf stolpersteine-hamburg.de auch: Prochownick, z. B. Stolperstein Hansastr. 58 Grabstein, Kurzbiografie bei HaGalil.com                                 |
| Sievekingplatz 1 ·                               | Alfred Rinteln                        | Dr. Alfred Rinteln Landgerichtsrat Altona Jg. 1891 deportiert 1941 Łodz ermordet 20.6.1942 |                                                                         | Eintrag auf stolpersteine-hamburg.de Ein weiterer Stolperstein befindet sich in Hamburg-Lokstedt.                                                                |
| Sievekingplatz 1 ·                               | Anna Rosenberg                        | Hier arbeitete Anna Rosenberg Jg. 1894 deportiert 1941 Łodz ermordet 1942 in Chelmno |                                                                         | Eintrag auf stolpersteine-hamburg.de Ein weiterer Stolperstein befindet sich in Hamburg-Barmbek-Nord.                                                            |
| Sievekingplatz 1 ·                               | Walter Rudolphi                       | Dr. Walter Rudolphi Oberlandesgerichtsrat Jg. 1880 deportiert 1942 Theresienstadt ermordet 1944 in Auschwitz                                                                                  |                                                                         | Eintrag auf stolpersteine-hamburg.de Ein weiterer Stolperstein befindet sich in Hamburg-Bergedorf.                                                               |
| Sievekingplatz 1 ·                               | Leonhard Stein                        | Dr. Leonhard Stein Staatsanwalt Jg. 1894 deportiert 1941 Łodz ermordet 29.8.1942 |                                                                         | Eintrag auf stolpersteine-hamburg.de |
| Stadthausbrücke 8 ·                              | Carl Burmester                        | Carl Burmester Jg. 1901 Gestapohaft 1934 gefoltert Sturz im Treppenhaus tot 17.9.1934 |                                                                         | Eintrag auf stolpersteine-hamburg.de Ein weiterer Stolperstein befindet sich in Hamburg-Barmbek-Nord.                                                            |
| Stadthausbrücke 8 ·                              | Gustav Schönherr                      | Gustav Schönherr Jg. 1889 Gestapohaft 1933 gefoltert aus dem Fenster geworfen tot 13.4.1933                                                                                                   |                                                                         | Eintrag auf stolpersteine-hamburg.de |
| Stadthausbrücke 8 ·                              | Wilhelm Prull                         | Wilhelm Prull Jg. 1910 gedemütigt/entrechtet während Verhör im Stadthaus Sprung aus Fenster tot 8.3.1943                                                                                      |                                                                         | Eintrag auf stolpersteine-hamburg.de |
| Steinwegpassage 1 ·                              | Willy Krügel                          | Hier wohnte Willy Krügel Jg. 1907 verhaftet 1938 Sachsenhausen gedemütigt/entrechtet Flucht in den Tod 20.6.1942                                                                              |                                                                         | Eintrag auf stolpersteine-hamburg.de |
| Steinwegpassage 1 ·                              | Mary Mengers geb. Goldschmidt         | Hier wohnte Mary Mengers geb. Goldschmidt Jg. 1872 Flucht 1939 Holland interniert Westerbork deportiert 1943 ermordet in Sobibor                                                              |                                                                         | Eintrag auf stolpersteine-hamburg.de |
| Steinwegpassage 1 ·                              | Erna Strüßmann                        | Hier wohnte Erna Strüßmann Jg. 1921 eingewiesen 1943 Heilanstalt Am Steinhof Wien ermordet 3.12.1944                                                                                          |                                                                         | Eintrag auf stolpersteine-hamburg.de |
| Steinwegpassage 4 ·                              | Walter Görlich                        | Hier wohnte Walter Görlich Jg. 1906 mehrmals verhaftet 1938 KZ Fuhlsbüttel Sachsenhausen ermordet 1.7.1941                                                                                    |                                                                         | Eintrag auf stolpersteine-hamburg.de |
| Steinwegpassage 5 ·                              | Flora Magnus geb. Eschwege            | Hier wohnte Flora Magnus geb. Eschwege Jg. 1881 deportiert 1942 Theresienstadt ermordet 1942 Treblinka                                                                                        |                                                                         | Eintrag auf stolpersteine-hamburg.de |
| Steinwegpassage 5 ·                              | Hannchen Magnus                       | Hier wohnte Hannchen Magnus Jg. 1873 deportiert 1941 Riga ermordet |                                                                         | Eintrag auf stolpersteine-hamburg.de |
| Steinwegpassage 5 ·                              | Martin Magnus                         | Hier wohnte Martin Magnus Jg. 1870 deportiert 1942 Theresienstadt ermordet 1942 Treblinka |                                                                         | Eintrag auf stolpersteine-hamburg.de |
| Steinwegpassage 28 ·                             | Bianca Fontheim                       | Hier wohnte Bianca Fontheim Jg. 1894 deportiert 1941 Łodz/Litzmannstadt 1942 Chełmno/Kulmhof ermordet 10.5.1942                                                                               |                                                                         | Eintrag auf stolpersteine-hamburg.de |
| Steinwegpassage 28 ·                             | Henry Koppel                          | Hier wohnte Henry Koppel Jg. 1876 deportiert 1942 Theresienstadt 1942 Treblinka ermordet |                                                                         | Eintrag auf stolpersteine-hamburg.de |
| Steinwegpassage 28 ·                             | Therese Lewin                         | Hier wohnte Therese Lewin Jg. 1893 deportiert 1941 Riga ermordet |                                                                         | Eintrag auf stolpersteine-hamburg.de |
| Steinwegpassage 28 ·                             | William Salomon                       | Hier wohnte William Salomon Jg. 1899 deportiert 1941 Minsk ermordet |                                                                         | Eintrag auf stolpersteine-hamburg.de |
| Steinwegpassage 28 ·                             | Alfred Samenfeld                      | Hier wohnte Alfred Samenfeld Jg. 1898 deportiert 1941 ermordet in Minsk |                                                                         | Eintrag auf stolpersteine-hamburg.de |
| Stubbenhuk 38 ·                                  | Antonia Westberg                      | Hier wohnte Antonia Westberg Jg. 1897 eingewiesen 1907 Alsterdorfer Anstalten ‚verlegt‘ 1943 Heil- und Pflegeanstalt Am Steinhof/Wien ermordet 3.11.1944                                      |                                                                         | Eintrag auf stolpersteine-hamburg.de |
| Thielbek 1 ·                                     | Abraham Wagschal                      | Hier wohnte Abraham Wagschal Jg. 1882 ‚Polenaktion‘ 1938 Benschen/Zbaszyn Schicksal unbekannt                                                                                                 |                                                                         | Eintrag auf stolpersteine-hamburg.de |
| Thielbek 1 ·                                     | Jacob Isaac Wagschal                  | Hier wohnte Jacob Isaac Wagschal Jg. 1910 Umzug Mitte 1939 Polen verhaftet/deportiert Auschwitz ermordet 24.2.1943                                                                            |                                                                         | Eintrag auf stolpersteine-hamburg.de |
| Thielbek 1 ·                                     | Rachella Wagschal geb. Kohane         | Hier wohnte Rachella Wagschal geb. Kohane Jg. 1882 ‚Polenaktion‘ 1938 Benschen/Zbaszyn Schicksal unbekannt                                                                                    |                                                                         | Eintrag auf stolpersteine-hamburg.de |
| Thielbek 1 ·                                     | Rosi Wagschal                         | Hier wohnte Rosi Wagschal Jg. 1925 ‚Polenaktion‘ 1938 Benschen/Zbaszyn Schicksal unbekannt |                                                                         | Eintrag auf stolpersteine-hamburg.de |
| Valentinskamp 42 ·                               | Gustav Bruno Endrejat                 | Hier wohnte Gustav Bruno Endrejat Jg. 1908 im Widerstand verhaftet 6.1.1944 KZ Neuengamme gehenkt 23.4.1945                                                                                   |                                                                         | Eintrag auf stolpersteine-hamburg.de |
| Valentinskamp 46 ·                               | Bela Feldheim                         | Hier wohnte Bela Feldheim Jg. 1941 deportiert 1942 ermordet in Auschwitz |                                                                         | Eintrag auf stolpersteine-hamburg.de |
| Valentinskamp 46 ·                               | Bernhard Feldheim                     | Hier wohnte Bernhard Feldheim Jg. 1905 deportiert 1941 ermordet in Minsk |                                                                         | Eintrag auf stolpersteine-hamburg.de |
| Valentinskamp 46 ·                               | Ella Feldheim geb. Posner             | Hier wohnte Ella Feldheim geb. Posner Jg. 1911 deportiert 1942 ermordet in Auschwitz |                                                                         | Eintrag auf stolpersteine-hamburg.de |
| Valentinskamp 46 ·                               | Ingeborg Feldheim                     | Hier wohnte Ingeborg Feldheim Jg. 1933 deportiert 1942 ermordet in Auschwitz |                                                                         | Eintrag auf stolpersteine-hamburg.de |
| Valentinskamp 46 ·                               | John Schickler                        | Hier wohnte John Schickler Jg. 1875 deportiert 1942 Theresienstadt ermordet 13.1.1943 |                                                                         | Eintrag auf stolpersteine-hamburg.de |
| Valentinskamp 62 ·                               | Klaus-Dieter Braasch                  | Hier wohnte Klaus-Dieter Braasch Jg. 1939 eingewiesen 1942 Alsterdorfer Anstalten ‚verlegt‘ 1943 Heil- und Pflegeanstalt Kalmenhof ermordet 11.11.1943                                        |                                                                         | Eintrag auf stolpersteine-hamburg.de |
| Valentinskamp 63 ·                               | Ida Baumann geb. Weis                 | Hier wohnte Ida Baumann geb. Weis Jg. 1875 gedemütigt/entrechtet Flucht in den Tod 2.3.1942                                                                                                   |                                                                         | Eintrag auf stolpersteine-hamburg.de |
| Valentinskamp 63 ·                               | Auguste Hüpper geb. Hoffmann          | Hier wohnte Auguste Hüpper geb. Hoffmann Jg. 1882 eingewiesen 1935 Heilanstalt Langenhorn Heilanstalt Eichberg ‚verlegt‘ 1943 Heilanstalt Hadamar ermordet 7.7.1944                           |                                                                         | Eintrag auf stolpersteine-hamburg.de |
| Venusberg 10 ·                                   | Ludwig Paradowski                     | Hier wohnte Ludwig Paradowski Jg. 1888 deportiert KZ Mauthausen ermordet 5.2.1942 |                                                                         | Eintrag auf stolpersteine-hamburg.de |
| Venusberg ggü. 14 ·                              | Ella Hermina Lüders                   | Hier wohnte Ella Hermina Lüders Jg. 1902 eingewiesen 1924 Alsterdorfer Anstalten ‚verlegt‘ 1941 Gau-Heilanstalt Tiegenhof ermordet 10.4.1942                                                  |                                                                         | Eintrag auf stolpersteine-hamburg.de |
| Venusberg 18 ·                                   | Karl Lesch                            | Hier wohnte Karl Lesch Jg. 1896 im Widerstand/KPD verhaftet 31.10.1933 KZ Fuhlsbüttel ermordet 30.11.1933                                                                                     |                                                                         | Eintrag auf stolpersteine-hamburg.de |
| Venusberg Ecke Jakobstraße ·                     | Fritz Essiger                         | Hier wohnte Fritz Essiger Jg. 1888 mehrmals verhaftet zuletzt 1941 KZ Fuhlsbüttel Neuengamme tot 3.5.1945 Cap Arcona                                                                          |                                                                         | Eintrag auf stolpersteine-hamburg.de |
| Venusberg ggü. 22 ·                              | Albert Trieglaff                      | Hier wohnte Albert Trieglaff Jg. 1913 im Widerstand/KPD verhaftet 18.9.1933 KZ Fuhlsbüttel Sachsenhausen Natzweiler-Struthof Dachau ermordet 9.12.1944                                        |                                                                         | Eintrag auf stolpersteine-hamburg.de |
| Venusberg ggü. 22 ·                              | Josef Kubiak                          | Hier wohnte Josef Kubiak Jg. 1869 eingewiesen 1939 Alsterdorfer Anstalten ‚verlegt‘ 1943 Heil- und Pflegeanstalt Mainkofen tot 29.5.1944                                                      |                                                                         | Eintrag auf stolpersteine-hamburg.de |
| Vorsetzen 9 ·                                    | Johannes Horlebusch                   | Hier wohnte Johannes Horlebusch Jg. 1906 im Widerstand verhaftet 1933 KZ Fuhlsbüttel Flucht in den Tod 8.2.1939                                                                               |                                                                         | Eintrag auf stolpersteine-hamburg.de |
| Wexstraße ·                                      | Ursula Geistlich                      | Hier wohnte Ursula Geistlich Jg. 1924 verhaftet 1943 KZ Fuhlsbüttel deportiert 1943 Theresienstadt ermordet                                                                                   |                                                                         | Eintrag auf stolpersteine-hamburg.de am Rand des Vorplatzes Ein weiterer Stolperstein befinden sich in Hamburg-Rotherbaum.                                       |
| Wexstraße ·                                      | Werner Geistlich                      | Hier wohnte Werner Geistlich Jg. 1922 deportiert 1941 Minsk ermordet |                                                                         | Eintrag auf stolpersteine-hamburg.de am Rand des Vorplatzes |
| Wexstraße ·                                      | Henriette Jonas geb. Rosenbaum        | Hier wohnte Henriette Jonas geb. Rosenbaum Jg. 1870 deportiert 1942 Theresienstadt Treblinka ermordet 21.9.1942                                                                               |                                                                         | Eintrag auf stolpersteine-hamburg.de am Rand des Vorplatzes |
| Wexstraße ·                                      | Rosa Neumann                          | Rosa Neumann Jg. 1903 eingewiesen 1940 Landesanstalt Brandenburg ermordet 23.9.1940 |                                                                         | Eintrag auf stolpersteine-hamburg.de am Rand des Vorplatzes |
| Wexstraße 4 ·                                    | Willi Springer                        | Hier wohnte Willi Springer Jg. 1890 mehrmals verhaftet zuletzt 1938 Emslandlager eingewiesen 1939 Heilanstalt Langenhorn Heilanstalt Meseritz ermordet                                        |                                                                         | Eintrag auf stolpersteine-hamburg.de |
| Wexstraße 4–6 ·                                  | Erna Goldberg                         | Hier wohnte Erna Goldberg Jg. 1890 deportiert 1941 ermordet in Riga |                                                                         | Eintrag auf stolpersteine-hamburg.de |
| Wexstraße 4–6 ·                                  | Hans Hermann Goldberg                 | Hier wohnte Hans Hermann Goldberg Jg. 1932 deportiert 1941 Łodz ermordet 29.3.1942 |                                                                         | Eintrag auf stolpersteine-hamburg.de |
| Wexstraße 4–6 ·                                  | Kurt Hermann Goldberg                 | Hier wohnte Kurt Hermann Goldberg Jg. 1919 deportiert 1941 ermordet in Łodz |                                                                         | Eintrag auf stolpersteine-hamburg.de |
| Wexstraße 4–6 ·                                  | Walther Goldberg                      | Hier wohnte Walther Goldberg Jg. 1893 verhaftet 1938 Sachsenhausen deportiert 1941 Łodz ermordet 1.4.1942                                                                                     |                                                                         | Eintrag auf stolpersteine-hamburg.de |
| Wexstraße 4–6 ·                                  | Werner Richard Goldberg               | Hier wohnte Werner Richard Goldberg Jg. 1923 deportiert 1941 Łodz ermordet 16.4.1942 |                                                                         | Eintrag auf stolpersteine-hamburg.de |
| Wexstraße 4–6 ·                                  | Berthold Rappaport                    | Hier wohnte Berthold Rappaport Jg. 1932 deportiert 1941 Łodz ermordet 23.9.1942 |                                                                         | Eintrag auf stolpersteine-hamburg.de |
| Wexstraße 4–6 ·                                  | Ella Rappaport                        | Hier wohnte Ella Rappaport Jg. 1925 deportiert 1941 Łodz ermordet 28.10.1942 |                                                                         | Eintrag auf stolpersteine-hamburg.de |
| Wexstraße 4–6 ·                                  | Fanny Rappaport geb. Diamant          | Hier wohnte Fanny Rappaport geb. Diamant Jg. 1900 deportiert 1941 Łodz ermordet |                                                                         | Eintrag auf stolpersteine-hamburg.de |
| Wexstraße 4–6 ·                                  | Julius Rappaport                      | Hier wohnte Julius Rappaport Jg. 1927 deportiert 1941 Łodz ermordet 23.9.1942 |                                                                         | Eintrag auf stolpersteine-hamburg.de |
| Wexstraße 4–6 ·                                  | Leib Rappaport                        | Hier wohnte Leib Rappaport Jg. 1885 deportiert 1941 Łodz ermordet 23.9.1942 |                                                                         | Eintrag auf stolpersteine-hamburg.de |
| Wexstraße 7 ·                                    | Ludwig Blogg                          | Hier wohnte Ludwig Blogg Jg. 1901 mehrmals verhaftet zuletzt 1941 KZ Fuhlsbüttel deportiert 1941 ermordet in Łodz                                                                             |                                                                         | Eintrag auf stolpersteine-hamburg.de |
| Wexstraße 7 ·                                    | Karl Muszinski                        | Hier wohnte Karl Muszinski Jg. 1915 verhaftet 1938 KZ Fuhlsbüttel Flucht in den Tod 15.10.1938 in der Haft                                                                                    |                                                                         | Eintrag auf stolpersteine-hamburg.de |
| Wexstraße 7 ·                                    | Otto Seifert                          | Hier wohnte Otto Seifert Jg. 1905 verhaftet KZ Natzweiler-Struthof ermordet 23.9.1941 |                                                                         | Eintrag auf stolpersteine-hamburg.de |
| Wexstraße 16 ·                                   | Henny Ehrlich geb. Bernhard           | Hier wohnte Henny Ehrlich geb. Bernhard Jg. 1883 deportiert 1941 Riga ermordet |                                                                         | Eintrag auf stolpersteine-hamburg.de |
| Wexstraße 23 ·                                   | Otto Heitmann                         | Hier wohnte Otto Heitmann Jg. 1908 verhaftet KZ Fuhlsbüttel ermordet 20.10.1933 |                                                                         | Eintrag auf stolpersteine-hamburg.de |
| Wexstraße 29 ·                                   | Betty Meyer                           | Hier wohnte Betty Meyer Jg. 1875 eingewiesen 1935 Heilanstalt Langenhorn ‚verlegt‘ 23.9.1940 Brandenburg ermordet 23.9.1940 ‚Aktion T4‘                                                       |                                                                         | Eintrag auf stolpersteine-hamburg.de |
| Wexstraße 29 ·                                   | Herbert Meyer                         | Hier wohnte Herbert Meyer Jg. 1901 verhaftet KZ Sachsenhausen ermordet 30.3.1940 |                                                                         | Eintrag auf stolpersteine-hamburg.de |
| Wexstraße 34 ·                                   | Ernst Aron Posner                     | Hier wohnte Ernst Aron Posner Jg. 1881 deportiert 1941 Łodz/Litzmannstadt ermordet 29.3.1942                                                                                                  |                                                                         | Eintrag auf stolpersteine-hamburg.de |
| Wexstraße 34 ·                                   | Frieda Posner                         | Hier wohnte Frieda Posner Jg. 1915 verhaftet 1941 KZ Fuhlsbüttel 1942 Ravensbrück ‚verlegt‘ 12.4.1942 Heilanstalt Bernburg ermordet 12.4.1942                                                 |                                                                         | Eintrag auf stolpersteine-hamburg.de |
| Wexstraße 34 ·                                   | Martin Posner                         | Hier wohnte Martin Posner Jg. 1913 deportiert 1941 Łodz/Litzmannstadt ermordet 30.4.1942 |                                                                         | Eintrag auf stolpersteine-hamburg.de |
| Wexstraße 36 ·                                   | Alexander de Groot                    | Hier wohnte Alexander de Groot Jg. 1895 Flucht 1936 Holland interniert Westerbork deportiert 1943 Sobibor ermordet 28.5.1943                                                                  |                                                                         | Eintrag auf stolpersteine-hamburg.de |
| Wexstraße 38 ·                                   | Leopold Wolfskehl                     | Hier wohnte Leopold Wolfskehl Jg. 1877 deportiert 1941 Minsk ermordet |                                                                         | Eintrag auf stolpersteine-hamburg.de |
| Wexstraße 42 ·                                   | Hannelore Bezen                       | Hier wohnte Hannelore Bezen Jg. 1931 deportiert 1941 Minsk ermordet |                                                                         | Eintrag auf stolpersteine-hamburg.de |
| Wexstraße 42 ·                                   | Frieda Prag geb. Bleiweiss            | Hier wohnte Frieda Prag geb. Bleiweiss Jg. 1899 deportiert 1941 Minsk ermordet |                                                                         | Eintrag auf stolpersteine-hamburg.de |
| Wexstraße 42 ·                                   | Julius Prag                           | Hier wohnte Julius Prag Jg. 1896 deportiert 1941 Minsk ermordet |                                                                         | Eintrag auf stolpersteine-hamburg.de |
| Wincklerstraße 3 ·                               | Erna Schniek geb. Joseph              | Hier wohnte Erna Schniek geb. Joseph Jg. 1887 deportiert 1941 Riga ermordet |                                                                         | Eintrag auf stolpersteine-hamburg.de |
| Wincklerstraße 17 ·                              | Hans Ludwig Goldschmidt               | Hier wohnte Hans Ludwig Goldschmidt Jg. 1901 deportiert 1941 Ghetto Minsk ermordet |                                                                         | Eintrag auf stolpersteine-hamburg.de Ein weiterer Stolperstein befindet sich an der Englischen Planke 14.                                                        |
| Wolfgangsweg 12 ·                                | Franz Gilde                           | Hier wohnte Franz Gilde Jg. 1894 verhaftet 1938 KZ Fuhlsbüttel KZ Neuengamme ermordet 24.6.1944 Außenlager Salzgitter                                                                         |                                                                         | Eintrag auf stolpersteine-hamburg.de |
| Wolfgangsweg 12 ·                                | Erich Hippel                          | Hier wohnte Erich Hippel Jg. 1917 seit Dez. 1942 mehrmals desertiert/verhaftet Wesermünde-Bremerhaven Feldgericht Bremerhaven Todesurteil 3.2.1944 hingerichtet 2.3.1944 Rahlstedt-Höltigbaum |                                                                         | Eintrag auf stolpersteine-hamburg.de |
| Wolfgangsweg 12 ·                                | Helmut Nehrig                         | Hier wohnte Helmut Nehrig Jg. 1914 verhaftet 1938 KZ Fuhlsbüttel eingewiesen ‚Heilanstalt‘ Langenhorn ermordet 11.5.1944 ‚Heilanstalt‘ Meseritz-Obrawalde                                     |                                                                         | Eintrag auf stolpersteine-hamburg.de |
| Wolfgangsweg 12 ·                                | Otto Schnatbaum                       | Hier wohnte Otto Schnatbaum Jg. 1893 verhaftet 1936 und 1937 zuletzt 1940 Zuchthaus Moabit tot 9.1.1942                                                                                       |                                                                         | Eintrag auf stolpersteine-hamburg.de |
| Wolfgangsweg 12 ·                                | James Seland                          | Hier wohnte James Seland Jg. 1885 verhaftet 1939 KZ Fuhlsbüttel tot an Haftfolgen 12.4.1940                                                                                                   |                                                                         | Eintrag auf stolpersteine-hamburg.de |
| Zeughausmarkt 17 ·                               | Hermann Ohlert                        | Hier wohnte Hermann Ohlert Jg. 1891 mehrmals verhaftet 1941 Zuchthaus Bremen-Oslebshausen Zuchthaus Waldheim tot an Haftfolgen 20.5.1945                                                      |                                                                         | Eintrag auf stolpersteine-hamburg.de |
| Zeughausmarkt 23 ·                               | Felix Meyer                           | Hier wohnte Dr. Felix Meyer Jg. 1869 gedemütigt/entrechtet Flucht in den Tod 15.11.1938 |                                                                         | Eintrag auf stolpersteine-hamburg.de |
| Zeughausmarkt 33 ·                               | Arthur Polack                         | Hier wohnte Arthur Polack Jg. 1889 deportiert 1941 Łodz/Litzmannstadt ermordet 3.2.1942 |                                                                         | Eintrag auf stolpersteine-hamburg.de |
| Zeughausmarkt 33 ·                               | Martha Polack geb. Haarburger         | Hier wohnte Martha Polack geb. Haarburger Jg. 1865 deportiert 1942 Theresienstadt 1942 Treblinka ermordet                                                                                     |                                                                         | Eintrag auf stolpersteine-hamburg.de |
| Zeughausmarkt 34 ·                               | Hermann Lanzkron                      | Hier wohnte Hermann Lanzkron Jg. 1904 Flucht Frankreich interniert Drancy deportiert 1942 ermordet in Auschwitz                                                                               |                                                                         | Eintrag auf stolpersteine-hamburg.de |
| Zeughausstraße 42 ·                              | Erich Heins                           | Hier wohnte Erich Heins Jg. 1907 im Widerstand verhaftet 1933/1942 hingerichtet 26.6.1944 UG Holstenglacis                                                                                    |                                                                         | Eintrag auf stolpersteine-hamburg.de Ein weiterer Stolperstein befindet sich am Holstenglacis 3.                                                                 |